# 波兰立陶宛联邦历史 (1569年—1648年)
在波兰与立陶宛两国的历史中，1569年至1648年间可以说是一个共同而完整的历史阶段，这段历史开始于1569年的卢布林联合，结束于1648年的赫梅利尼茨基起义。卢布林联合使波兰立陶宛联邦登上历史舞台，取代了先前存在于波兰和立陶宛两国之间的共主邦联，使两国更加紧密地团结在一起。两国联盟主要是由波兰贵族、波兰化的立陶宛贵族和鲁塞尼亚贵族通过中央议会与地方议会制度运作的，但是自1573年以后，便由经选举产生的国王领导。联邦贵族在总人口中所占的比例较其他欧洲国家要高，与在欧洲其他地方盛行的绝对君主制政体相比，这些贵族所建立的早期民主政体更加先进。
联邦初创时，波兰正处在一个国力雄厚强大，国家繁荣昌盛，文明也不断发展的时期。波兰立陶宛联盟已成为欧洲一个极为重要的政治势力与必不可少的文化实体，将西方文化不断向东传播。16世纪后半叶至17世纪前半叶，波兰立陶宛联邦一直是中欧的大国，幅员达100万平方千米。
在宗教改革中新教勢力劇增，于波兰取得重大成效（联邦在全欧独一无二的宗教宽容于1573年的華沙聯盟協約中达到极点）后，天主教会在耶穌會的先鋒開路下，從各方面发起反击——反宗教改革，使很多新教徒皈依回天主教，但也迫害了大量聯邦國內的「異教徒」（虔誠的東正教徒與新教徒）。联邦在同化联邦东部鲁塞尼亚人（東正教徒）的方面产生的分歧与遇到的困难越发明显。在早期（自16世纪末开始），这些分歧与困难在1596年宗教领域的布列斯特聯合中（強迫東正教徒承認教宗權威，轉化成東儀天主教徒），表露无疑。中央發布的這份宗教「联合」，使联邦的东正教徒分裂並奮起反抗；而在军事层面上，哥萨克（屬於拒絕教宗權威的東正教徒）的一系列起义也表明这种宗教-民族矛盾的严重程度。
联邦在国王斯特凡·巴托里治下武功强盛，但在瓦萨王朝国王齐格蒙特三世和瓦迪斯瓦夫四世治下，被卷入一系列王朝矛盾当中。联邦成为一系列国内冲突的发生地，而国王、手握重权的权贵和各种贵族派系是其中的主角。联邦与沙俄、瑞典和奥斯曼帝国作战。联邦的势力达到鼎盛的霸權地位時，它的一些强邻则正处在国运最为艰难的阶段。波兰-立陶宛国寻求在东北欧建立至高無上的霸主地位，特别是对沙俄的统治地位。三十年战争期间，联邦与哈布斯堡王朝结盟，但其并未直接参与到这场战争当中。以下是1577-1641年聯邦對外影響力的概述：
俄国沙皇伊凡四世在1577年发动利沃尼亚战争，攻占利沃尼亚地区大部，使联邦投入到这场战争中。国王巴托利和扬·扎莫伊斯基反击成功，迫使沙俄与联邦签署亚姆·扎波尔斯基条约，并收复大部分曾被俄罗斯夺取的领土，而瑞军已在极北的爱沙尼亚地区扎根。齐格蒙特三世在1600年宣布爱沙尼亚是联邦领土，此言成了波兰与瑞典为争夺利沃尼亚所引发的战争的导火索；这场战争持续至1611年，胜负未定。
1600年，俄国进入政局动荡期，联邦提议与俄国缔结联盟。此举失败后，其他很多类似的尝试接踵而至，这些举动很多都非常大胆，但也都已失败告终，其中包括军事入侵、其他王朝和外交行动和阴谋。因为俄波两个社会和帝国之间的差异太过巨大，难以弥合，波兰立陶宛联邦在1619年的杜里诺休战后便停止了上述的一切尝试，达到其领土的最大面积。同时，其军力也因大规模军事行动而受到削弱。
1620年，在苏丹奥斯曼二世的统治下，奥斯曼帝国宣布向联邦宣战。联邦在楚措拉战役中惨败，盖特曼斯坦尼斯瓦夫·若乌凯夫斯基战死，面对奥斯曼-鞑靼的侵略军，联邦形势非常危急。随后，波兰-立陶宛开始动员军队，盖特曼扬·卡罗尔·霍德凯维奇在霍滕战役（1621年）成功抵挡敌军的多次猛攻，而东南前线的局势也由此得到缓解。1633年至1634年间，联邦和奥斯曼波兰-奥斯曼战争重启战端，在这一时期，联邦的大片领土受到鞑靼袭击，不少居民被劫掠为奴。
1621年，瑞典国王古斯塔夫二世·阿道夫袭击里加，重启波兰与瑞典间的战争，随后，瑞军占领利沃尼亚大部，控制波罗的海至普茨克一带，并封锁但泽。此时联邦疲于其他地方的战事，在1626年至1627年间，发起反击，利用盖特曼斯坦尼斯瓦夫·科涅茨波尔斯基的军事才能与奥地利的援助。在欧洲几个强权的压力下，战争结束，双方签署阿尔特马克和约，瑞典得到的领土甚至比古斯塔夫·阿道夫所征服的还要多。
1632年，联邦与沙俄之间爆發斯摩棱斯克战争，战后双方势力并无太大变化。国王瓦迪斯瓦夫四世继续收复瑞典占领的失地。随后，双方签署斯图赫姆斯多尔夫条约，结束敌对状态，瑞典从王室普鲁士的城市与港口中退出，但保留利沃尼亚大部。库尔兰仍然留在联邦内，负责立陶宛的波罗的海贸易。在勃兰登堡选帝侯腓特烈·威廉于1641年最后一次代表普鲁士向波兰国王称臣后，联邦对普鲁士及其霍亨索伦家族的统治者的影响力日益减弱。

## 列王事迹与对外冲突

### 第一個自由选举和获选国王

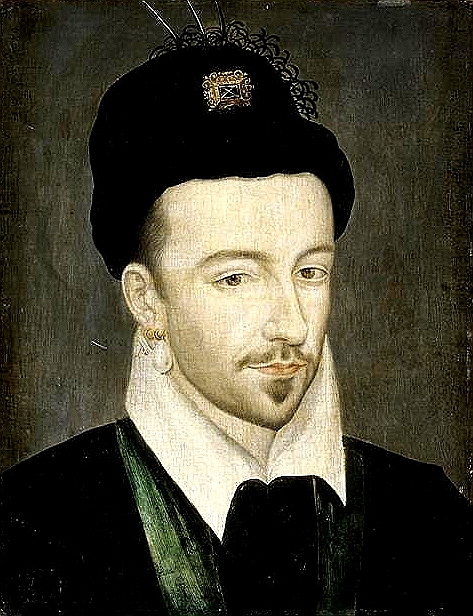
瓦卢瓦的亨利，1573年至1574年间任波兰国王

在第一次王位空缺期期间，贵族民族制的系统更加深入地扎根于波兰。这次王位空缺期自齐格蒙特二世·奥古斯特去世时开始，而齐格蒙特二世在卢布林联合之后便想要重新主张自己的权力，而不是仅仅成为什拉赫塔意志的执行者。这种情况使联邦内部并没有对王位继承者的选举方法和选举时机达成共识，而这场冲突也加大了上议院-权贵阵营的力量。1572年君主去世后，为维护本阶层的共同利益，什拉赫塔开始建立地方联盟（kapturs）作为地方政府，维持公共秩序，提供基本的法院系统。权贵可以被选举为摄政，在新国王宣誓登基前一直占据这一职位，具体而言这一时期的摄政为大主教亚库布·乌汉斯基。上议院负责选举的准备工作。当权者的主张，即由全体什拉赫塔公选国王（而不是由瑟姆选举）的想法，在那个时候得到了大多数什拉赫塔派系的支持，事实上，在第一次，也包括随后的几次选举中，权贵一直在控制选举和选民，特别是什拉赫塔中较为贫穷者。:109-112

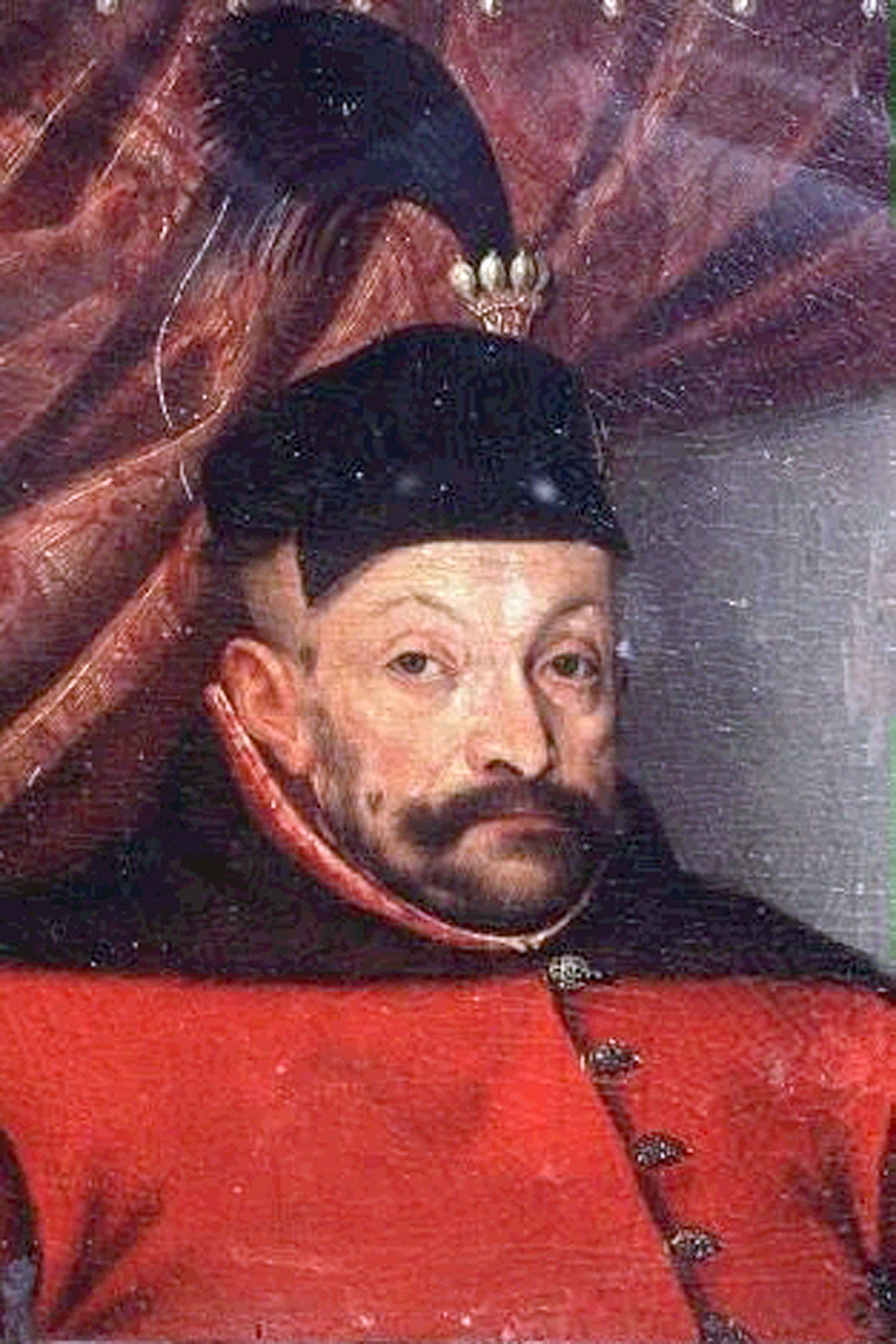
斯特凡·巴托里

王位空缺期时，什拉赫塔准备了一系列规定和限制以要求未来的君主遵守，以确保国王（将会是外国人）能够遵从联邦政治体制的特性，尊重贵族的特权。因为瓦卢瓦的亨利是第一个在这些规定上签字的人，这些规章得名亨利契约。契约特别指出，自由选举（wolna elekcja）是任何王位继承者获取王位所能依靠的唯一方式，因此排除了任何在波兰推行世袭君主制的可能。亨利契约总结了波兰贵族因历史原因而日渐享有的权利，包括宗教自由的保障，而且对获选的国王施加更多限制；但就好像波兰贵族认为这些限制还不足够一般，亨利只得再签字同意所谓的协议契约，接受其中所列明的额外义务。新近加冕的亨利随后展开一系列行动，以摆脱施加给他的所有限制，但是这场权力斗争的结果从未有定论。选举后翌年，1574年6月，在得知其兄查理九世去世后，亨利秘密地重返法国。:109-112

### 斯特凡·巴托里
1575年，贵族开始新的选举。权贵试图强行将神圣罗马帝国皇帝马克西米利安二世推上王位，乌汉斯基大主教甚至在12月12日宣布他的当选。这一行动遭到由米科瓦伊·谢尼茨基和扬·扎莫伊斯基所领导的什拉赫塔党派执行运动的阻挠；他们的选择是特兰西瓦尼亚亲王斯特凡·巴托里。谢尼茨基很快安排在12月15日宣布齐格蒙特二世·奥古斯特之妹，安娜·雅盖隆当选为女王，而斯特凡·巴托里也依靠其妻子登上王位，成为国王。什拉赫塔的大军动员用武力支持这一选择。巴托利攻占了克拉科夫，而夫妻二人的加冕礼便于1576年5月1日在这里举行。:112-113
斯特凡·巴托里的统治标志着什拉赫塔的改革运动的结束。这位外国国王对波兰的议会体制表示怀疑，同时也不欣赏执行运动活动家所试图达成的目的。巴托利与谢尼茨基的关系很快恶化，而其他什拉赫塔领袖的地位获得提升，要不然加入了上议院，要不然便忙于自己的事业。改革者先后在1578年于波兰，1581年于立陶宛，使原先过时的上诉法院系统脱离君主的掌控，转而由贵族运作的波兰法庭和立陶宛法庭负责。臃肿的瑟姆和瑟米克系统，临时的联盟，使法律得到贯彻的有效机制的缺乏，未能得到改革者的注意，其中的弊病因此被保留下来。很多人认为光荣的贵族统治已经达到完美。:113-116

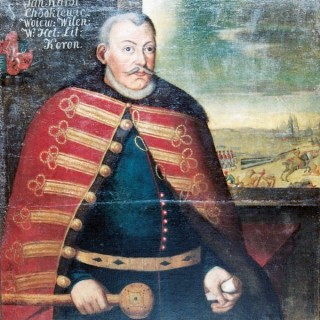
立陶宛盖特曼扬·卡罗尔·霍德凯维奇

这一时期最为杰出的人物之一扬·扎莫伊斯基成为了国王的首席顾问和管家。作为一个教养良好文质彬彬的人，杰出的军事首领和卓有成就的政治家，他经常自诩为什拉赫塔同侪的领袖。事实上，扎莫伊斯基以典型的权贵方式，不断获取要职与王室赐予的土地，使自己与早先主张的改革运动理想背道而驰。:113-116
国王本身也是伟大的军事领袖和眼光长远的政治家。在巴托利与贵族的对抗时，有著名案例牵扯到兹波罗夫斯基兄弟：塞缪尔·兹波罗夫斯基被扎莫伊斯基下令处决，克雷什托夫·兹波罗夫斯基被瑟姆法院判处流放，其财产被没收。作为一个匈牙利人，像波兰的其他外国统治者一样，巴托利也心系其母国的事务。巴托利未能推行卡尔恩科夫斯基法，因此不能控制经由但泽（格但斯克）的对外贸易，此事为联邦带来极其恶劣的经济和政治后果。他与他的总理大臣和盖特曼扬·扎莫伊斯基合作，在利沃尼亚战争中取得重大胜利。那时联邦能够加大其军事力量：联邦可为一场战役从各个可用兵源聚集兵力多达60000人的军队。:117 巴托利国王提出建立征召步军（piechota wybraniecka），这是重要的农民步兵军队。:113-116
1577年，巴托利同意勃兰登堡的乔治·弗雷德里克成为患有精神疾病的普鲁士公爵阿尔布雷希特·弗雷德里克的看护人，这让两个德意志政体更加接近，对联邦的长远利益不利。

#### 利沃尼亚的波俄争端

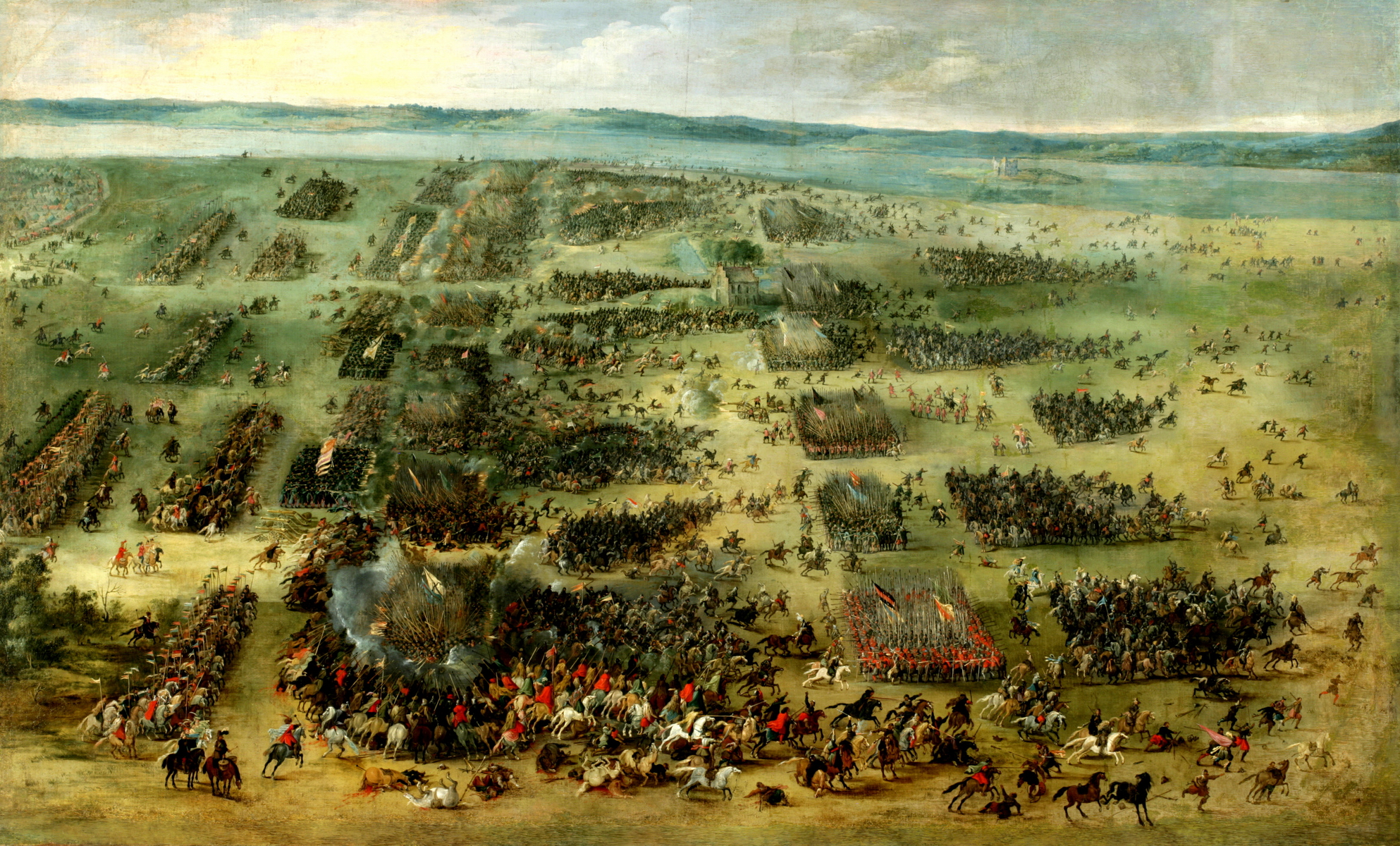
1605年基尔霍姆战役

齐格蒙特二世·奥古斯特的“波罗的海自治领”计划旨在维护波兰对其在波罗的海沿岸有切实利益要保护的地区与港湾的通行权和控制权，而这一计划让联邦参与到利沃尼亚的冲突之中，而利沃尼亚也因此成为波兰立陶宛与沙俄之间的一系列争端的另一个发生地。1563年，伊凡四世攻占波洛茨克。1570年的斯德丁和约（包括瑞典、丹麦等几个势力）后，联邦仍然保留对利沃尼亚主要地区的控制权，包括里加和派尔努。1577年，伊凡发起远征，为自己或其封臣霍尔斯泰因公爵马格努斯夺取利沃尼亚大部，除了里加和雷瓦尔的沿海地区。不过，随着巴托利从贵族获得了必要的资金，联邦的反击有可能成功。:127-129
波军收复了迪纳堡和中利沃尼亚大部。随后，国王和扎莫伊斯基选择直接攻打沙俄内地要地，以切断俄国到利沃尼亚的通信线路。波洛茨克在1579年被收复，而韦利基耶乌基要塞在1580年被攻克。1581年波军试图攻占普斯科夫，但伊凡·彼得洛维奇·舒伊斯基却在联邦长达数月的围攻中成功保卫此城。1582年，在教廷特使安东尼奥·波塞维诺的安排下，双方的休战在亚姆扎波尔斯基进行。俄军从他们所占领的所有利沃尼亚城堡中撤离，放弃波洛茨克地区，将韦利日移交给立陶宛。而攻占纳尔瓦和爱沙尼亚大部的瑞典军则宣布胜利。而联邦则获得了从普茨克一直到派尔努这一段连续的波罗的海海岸，结束了战争。:129-130

### 瓦萨王朝
齐格蒙特三世

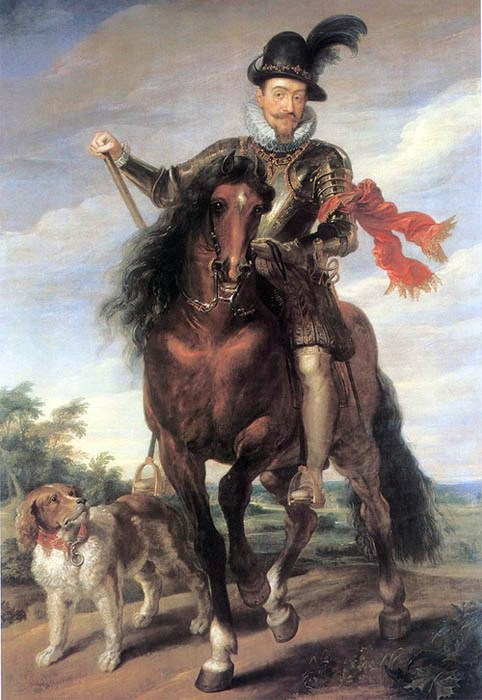
齐格蒙特三世·瓦萨

斯特凡·巴托里死后，意图联邦王位者不只一个，其中便包括奥地利大公马克西米连。安娜·雅盖隆提议并推举她的外甥，瑞典国王约翰三世与卡塔日娜·雅盖隆之子，瑞典王位继承人西吉斯蒙德·瓦萨继承波兰王位。扎莫伊斯基派支持齐格蒙特，而由兹波罗夫斯基家族领导的派系则支持马克西米连；在此情况下，两派分别举行选举，一场内战由此引发。哈布斯堡王室的军队进入波兰，并攻打克拉科夫，但在那里被击退，随后奥军在撤退之时，更于西里西亚的贝奇纳被扬·扎莫伊斯基的军队击溃（1588年），马克西米连也在那里被俘。:130-134
同时，西吉斯蒙德也抵达波兰，并在克拉科夫加冕，联邦由此迎来长达45年的齐格蒙特三世·瓦萨时期。与瑞典的共主邦联使波兰和立陶宛的统治阶层对联邦的政治和经济前景充满希望，因为齐格蒙特三世的登基可让波兰在波罗的海沿岸拥有商贸条件，也使三国形成抵挡沙俄扩张的统一战线成为可能。但当论及后者时，对爱沙尼亚的归属权成为争端的焦点。齐格蒙特三世对天主教的狂热也威胁到瑞典新教当权派的利益，这一点直接导致他在1599年被罢黜瑞典王位。:130-134
齐格蒙特三世于是倾向与哈布斯堡王室结盟（甚至不惜放弃波兰王位以夺回瑞典王位），与他们秘密协商，并迎娶女大公安娜。在1592年的瑟姆期间，扎莫厄斯基指责齐格蒙特三世背弃其政治承诺，登基不久的新国王因此受辱。齐格蒙特致力于加强王权，并大力推行天主教会的反宗教改革（皮奥特尔·斯卡尔加是他的支持者）。國王因为无视华沙联盟中的宗教寬容與異教保护原则，使得联邦邊區新增的異教臣民不滿；再加上新教徒受到暴力袭击的事件，国王遭到国内非天主教徒的普遍反对。:130-134

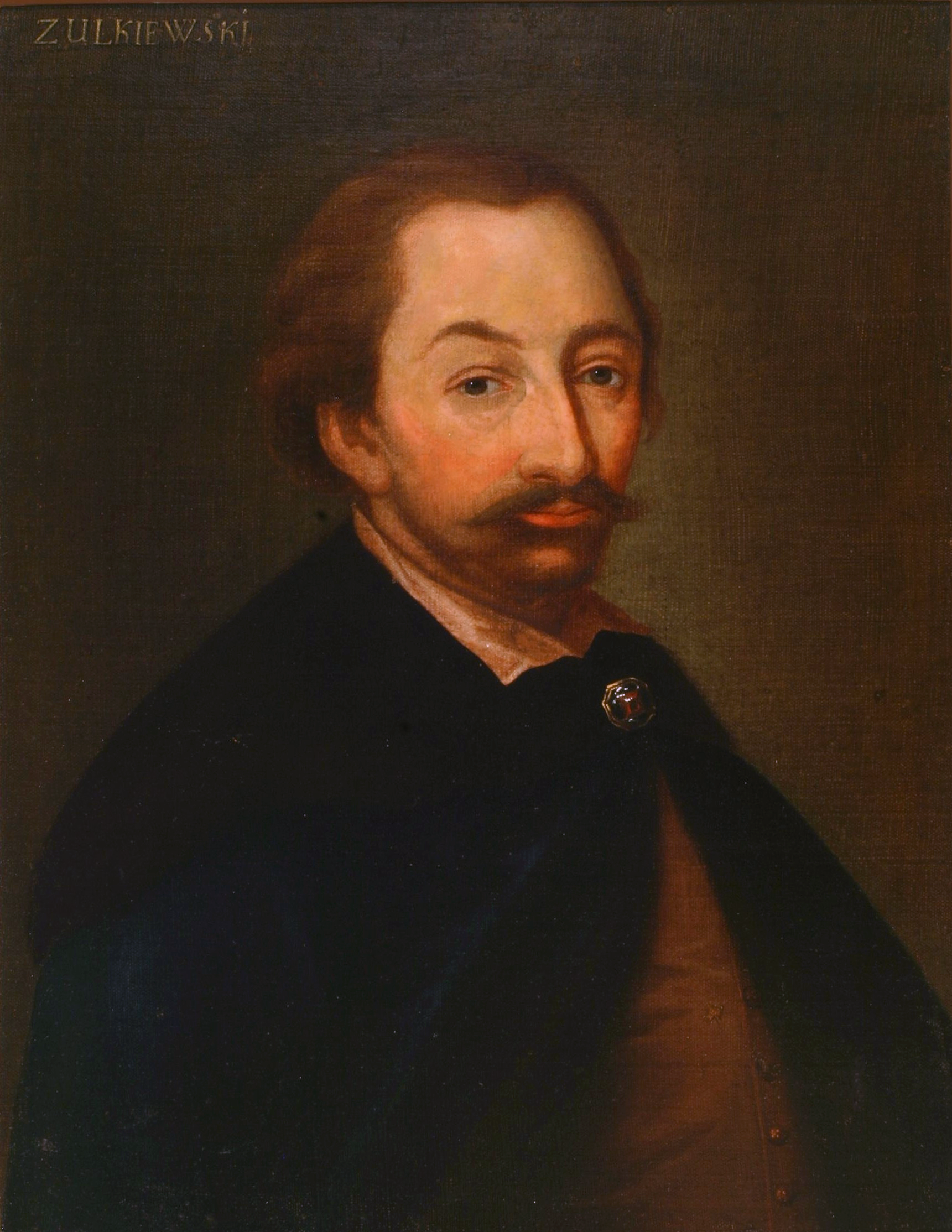
斯坦尼斯瓦夫·若乌凯夫斯基

1605年到1607年间，齐格蒙特三世和他的支持者与反对派贵族之间形成对峙，但两派皆无进展。1605年瑟姆期间，王室提出对瑟姆本身进行重大改革，推行少数服从多数原则，以取代此前瑟姆议案需经所有出席议员一致通过的传统。反對派的扬·扎莫伊斯基此時出席瑟姆，在他最后一次的公开演讲中放低姿态，宣揚捍衛什拉赫塔特权的理念。他主張「貴族至上、王權無用」的信念，此后逐步形成主导联邦政治文化几十年的重要论调。:130-134
在1606年的瑟姆中，王室派希望利用基尔霍姆战役的大捷及其他战役的胜利，提出更加全面的体制改革方案。但事与愿违的是，瑟姆忽視國王的方案，反而更加注意反对派所提出的要求：对非天主教徒中煽动叛亂的人士進行起诉，並提出相關法案準備起訴行動；在斯卡尔加的建议下，国王拒绝批准這樣的法案。:134-137
反对派贵族怀疑有侵犯他们的自由的企图，要求发动叛乱，或称武装联盟。8月，以天主教极端派米科瓦伊·泽布日多夫斯基和加尔文教徒亚努什·拉齐维乌为首的数万名不满的什拉赫塔，聚集在桑多梅日附近，举起反旗，此事被称为泽布日多夫斯基起义。:134-137

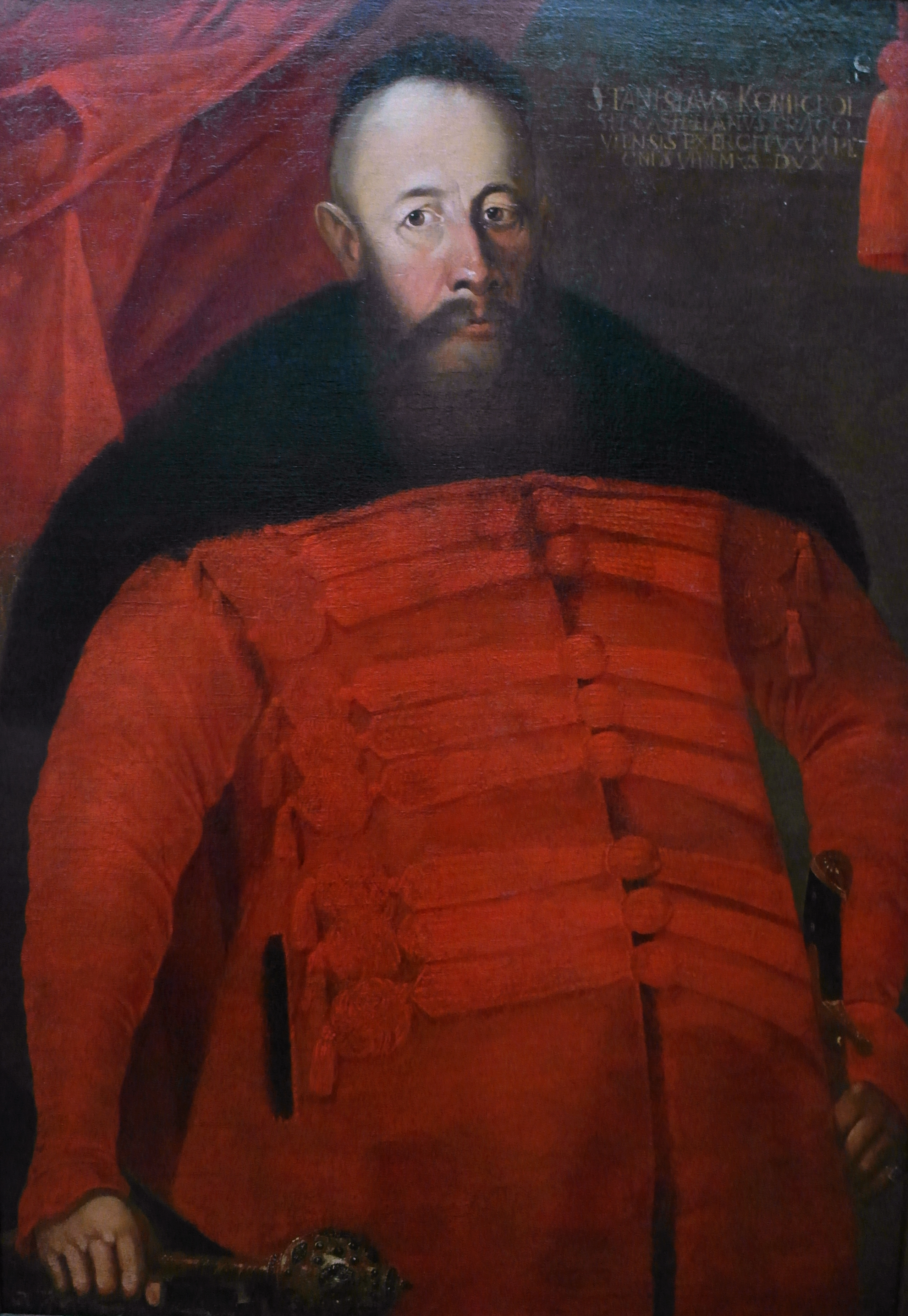
盖特曼斯坦尼斯瓦夫·科涅茨波尔斯基

由叛军起草的桑多梅日条例，主要是提出进一步限制君主的权力。但是，受到斯坦尼斯瓦夫·若乌凯夫斯基所率领的王室军威慑，叛党与齐格蒙特达成协议，但随后又撕毁协定，要求废黜国王。随之而来的内战以1607年古祖夫战役中什拉赫塔的战败而告终。但随后，亲国王派的权贵领导人採取措施限制齐格蒙特的王權，使國王的權力仍舊無法穩固扎根，并保留参议院的仲裁权。执行运动与妨碍派贵族的尝试均以失败告终，各方最终达成了针对这次权力危机的折中解决方案。但是瑟姆当中的获胜一方，也没有提出有效的政治机制，好让联邦的国力更加强盛。此时的联邦仍处在黄金时代（或是有些人更加倾向于白银时代的称呼）。:134-137
1611年，联邦瑟姆允许勃兰登堡选帝侯西蒙·西吉斯蒙德在霍亨索伦家族安斯巴赫支系的最后一位普鲁士公爵公爵阿尔布雷希特·弗雷德里克去世后，继承普鲁士封地。:121霍亨索伦家族勃兰登堡支系自1618年起统治该公国。:183

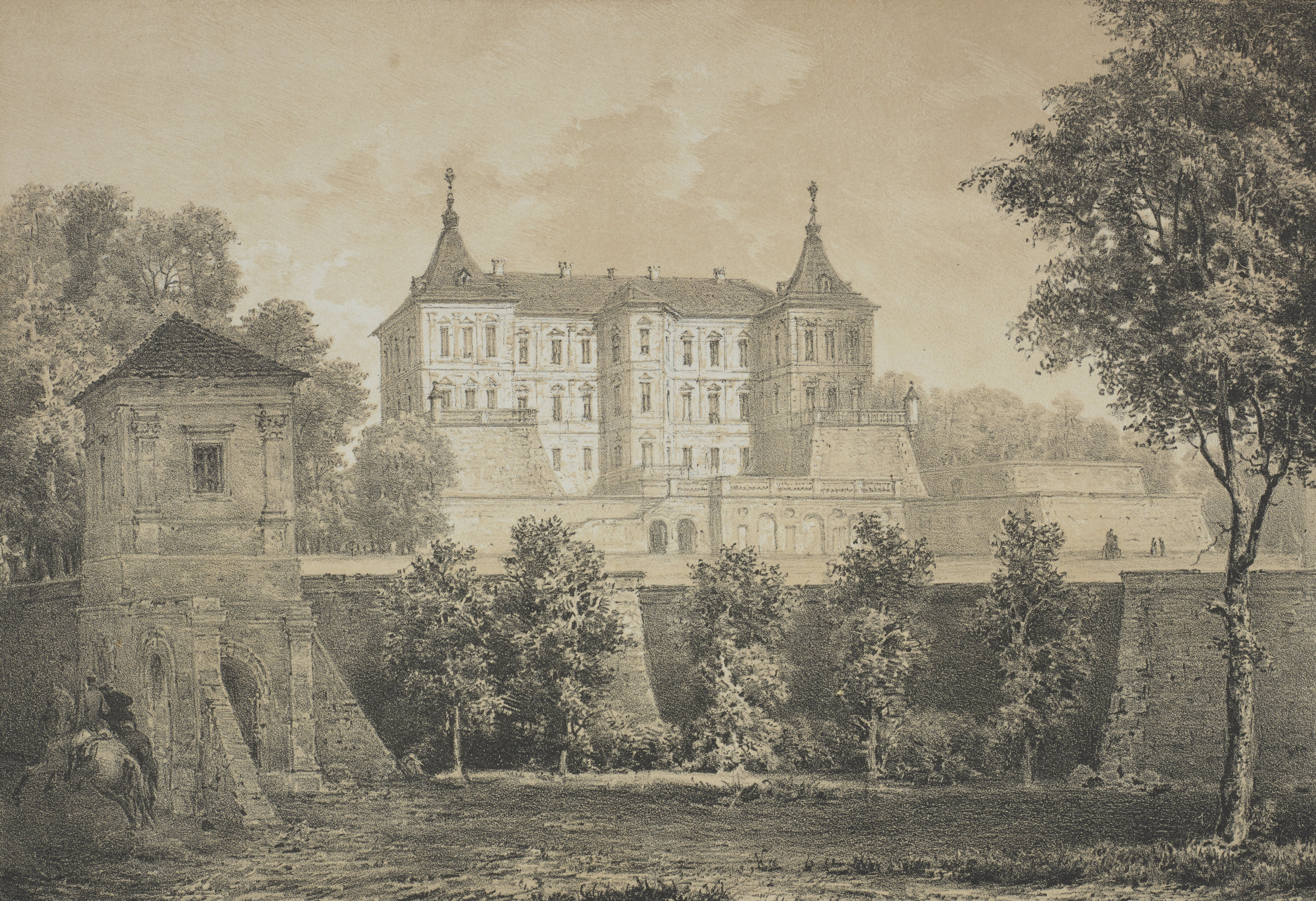
盖特曼科涅茨波尔斯基支持修建的皮德希尔齐城堡

执行运动的改革已经很明显地将瑟姆确立为联邦政权的中心和主导机构。但是这种情况并不会持续很久，因为各种具有毁灭性的分权趋势，以及什拉赫塔和诸位国王所采取的措施，正使中央立法机关的功能性和重要性不断下降。16至17世纪末，由于这种趋势而产生的权力真空逐渐由越发活跃而具有执行力的地方议会（瑟米克）取代，这些瑟米克为什拉赫塔活动家，提供了门槛更低且更加直接的平台，让他们能够宣传经深思熟虑並符合地方利益的主张。瑟米克对国家建立了有效的控制，实际上削弱了中央瑟姆的权力；而他們自身所接管的国家和地方事务，也不斷擴大到各個權力領域。:140-144
除中央权力被分散到70多个瑟米克外，经常不能得到军饷的军队也开始建立自己的武装“联盟”（即起义）。他们试图通过劫掠和恐怖行为得到补偿，此外他们也有其他目的，比如有时他们是为了获得政治利益。:140-144
有一些改革是由更加开明的什拉赫塔所主张，他们希望通过赢得选举的国王扩大瑟姆权力，减少君主和权贵派系的权势，也有部分改革是由当选的君主所推行的。齐格蒙特后来建设性地与瑟姆合作，确保瑟姆在1616年至1632年间的每个会期都能通过联邦所急需的法令。联邦在税收领域和维持军力方面加大投入的力道，让聯邦軍在这一时期的許多軍事冲突中，战绩斐然。:140-144
瓦迪斯瓦夫四世

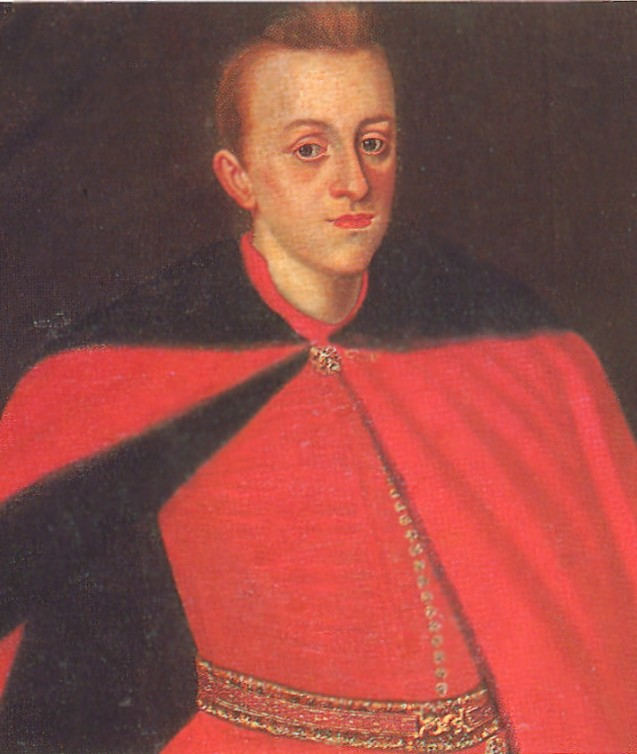
年轻时的瓦迪斯瓦夫·瓦萨

瓦迪斯瓦夫四世·瓦萨，齐格蒙特三世之子，在1632年至1648年间统治联邦。他自小便生长于此，教养良好，没有父王那种宗教偏见，受到民众欢迎。他早年起便为竞选国王做准备，被时人认为是颇有希望的国王候选人。但是，瓦迪斯瓦夫也像他父王一样，终其一生有着利用他在波兰与立陶宛的王室身份和权利，重掌瑞典王位的雄心，而为了达到他的目的，他试图加强王权。瓦迪斯瓦夫的统治得到了几位重要权贵的支持，包括波兰王国总理大臣耶日·奥索灵斯基、盖特曼斯坦尼斯瓦夫·科涅茨波尔斯基和中等什拉赫塔领导人亚库布·索别斯基。瓦迪斯瓦夫未能拉拢更多什拉赫塔，他的很多计划都因在越发无效的瑟姆中缺乏支持而以失败告终。因为对非天主教徒的宽容，瓦迪斯瓦夫也遭到天主教教士和教皇的反对。:144-146
瓦迪斯瓦夫四世在其在位后期时曾为寻求加强王位，确保他儿子继承王位，试图向奥斯曼帝国发动战争，尽管缺乏贵族支持，他仍然为与土耳其人的交战做准备。为确保实现这一目标，国王致力于与哥萨克人形成同盟，他鼓励哥萨克人改善战备，意图派他们迎战奥斯曼军，他要在与哥萨克合作的事业上比他的前任做得更进一步。这一计划以失败告终，国王不得不在1646年的“审问”瑟姆中为他冒进的战争计划辩解。瓦迪斯瓦夫之子齐格蒙特·卡齐米日在1647年去世，而国王在身体日衰，事业未竟的情况下，于1648年退位。:144-146

#### 哥萨克

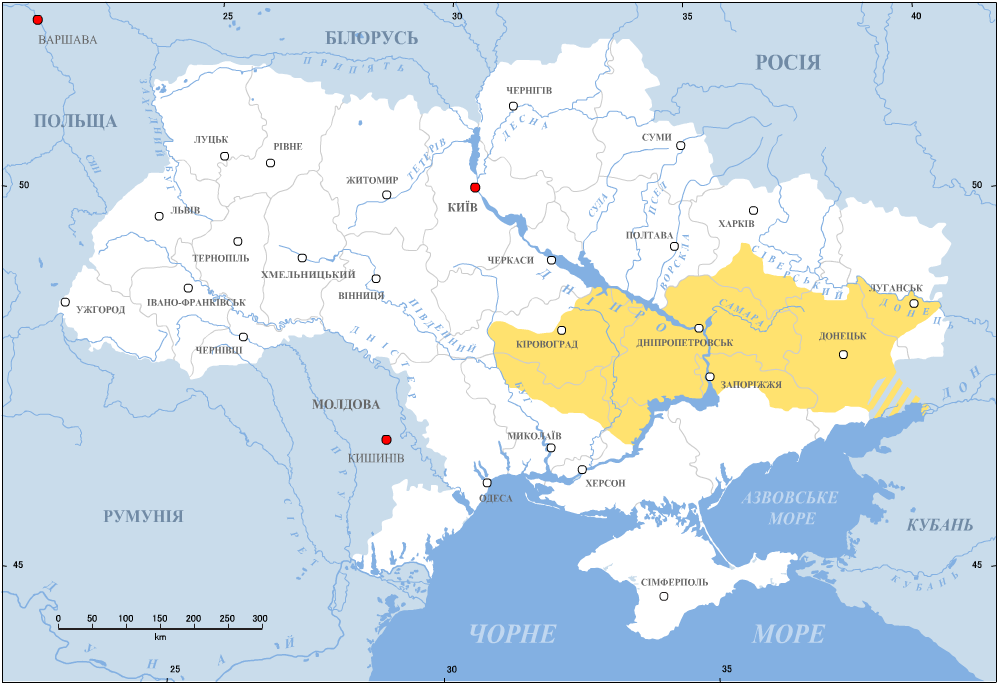
现乌克兰地图，扎波罗热地区以黄色显示

16世纪中叶，波兰和立陶宛东南边界处还没有很多哥萨克，但那时波军内已有第一批哥萨克轻骑兵连。齐格蒙特三世·瓦萨在位期间，哥萨克问题开始成为17世纪联邦内部的首要问题。:117:137-140
哥萨克一开始是半游牧性质的，但也包括定居在第聂伯河沿岸的斯拉夫人，他们以劫掠为生，以骁勇善战闻名，开始时是一个军事组织。他们中很多都是或来自于由联邦其他地方（主要是东部）和沙俄流亡过来的农民；而居于本地或迁入乌克兰的市民乃至贵族也是哥萨克的主要组成部分。哥萨克生性自由，自认为不受任何拘束，追随自己选举出来的领袖，而这些领袖来自于哥萨克社会中更加富裕的阶层。17世纪初，哥萨克已有数万之多。他们频繁地与邻近的突厥人和鞑靼人发生冲突，并劫掠他们在黑海沿岸的定居点。:137-140
很多哥萨克被雇佣参与由联邦发起的战争。这一状况让哥萨克内部分人享有特权，也经常形成社会的向上流动性；哥萨克人对于联邦周期性减少登记哥萨克人数表示愤怒。哥萨克叛乱或起义通常以大规模平民社会运动的形式爆发。:137-140
奥斯曼帝国要求全面肃清哥萨克势力。然而联邦在东南部需要哥萨克，在那里他们能够提供抵挡克里米亚鞑靼人进犯的有效屏障。另一种平息哥萨克叛乱的方法是将贵族地位授予给他们当中的有力人士，将他们纳入到联邦的统治阶层当中。当还有时间去改革时，这一解决措施遭权贵和什拉赫塔以政治、经济和文化理由拒绝，不久灾难便发生。联邦当局则在下述两种政策之间摇摆不定：第一种是与哥萨克妥协，让有限的部分人，即所谓的登记哥萨克（1582年为500人，1630年代为8000人）在联邦军队内服役（而剩余的则沦为农奴，帮助权贵殖民第聂伯河），第二种为动用武力镇压。:137-140
联邦对扎波罗热地区的哥萨克及其领地在武力上压制，在经济上剥削，使哥萨克先后发动一系列起义，其中早期的几次可以作为对什拉赫塔立法者的警告。:137-140
1591年，克雷什托夫·科辛斯基发动科辛斯基起义，遭血腥镇压。1594年，哥萨克再次举起反旗，纳利瓦伊科起义席卷乌克兰和白俄罗斯大部。盖特曼斯坦尼斯瓦夫·若乌凯夫斯基在1596年战胜哥萨克军，谢韦林·纳利瓦伊科被处决。17世纪初，联邦与哥萨克关系相对缓和，这时联邦参加的多起战争需要登记哥萨克的更大程度参与。然而布列斯特聯合使两者关系更加紧张，因为哥萨克已成为东正教最虔诚的信徒和守卫者。:137-140

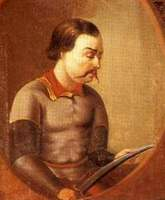
亚基夫·奥斯特亚宁，一名哥萨克领袖

1620年的马尔科·日麦洛起义受到斯坦尼斯瓦夫·科涅茨波尔斯基压制，以米哈伊洛·多罗申科签署库鲁科维条约一事结束。随后哥萨克再次揭竿而起，其与联邦的冲突在1630年的“塔拉斯之夜”中达到顶峰，这时塔拉斯·费多罗维奇领导的哥萨克叛军转而攻打联邦军队和贵族庄园。费多罗维奇起义被盖特曼科涅茨波尔斯基平息。这些冲突之后，登记哥萨克人数有所增加，但随后联邦拒绝哥萨克领袖在1632年召集瑟姆中提出的请求，这些首领希望以联邦成员的身份参与自由选举，享有非东仪天主教派东正教徒（在布列斯特聯合之后又重新恢复）的宗教权利。1635年的大瑟姆反而通过对哥萨克的进一步限制，并授权修建第聂伯河柯达克要塞，以便对哥萨克领地施加更有效控制。随后哥萨克发动另一轮叛乱，帕夫卢克起义在1637年爆发。这次起义在1638年被平息，其领导人帕维尔·米哈诺维奇遭处决。在联邦对哥萨克施加更多限制，瑟姆通过让大多数哥萨克沦为农奴的法令后，哥萨克在亚基夫·奥斯特拉宁和迪米特罗·胡尼亚领导下于1638年再次起义。这次起义遭到血腥镇压，当时哥萨克拥有的领地都被权贵接管。严苛的措施让哥萨克问题在短期之内相对平静，然而哥萨克问题被视为联邦的软肋，逐渐成为国际问题。:137-140:158-159

#### 东欧争霸

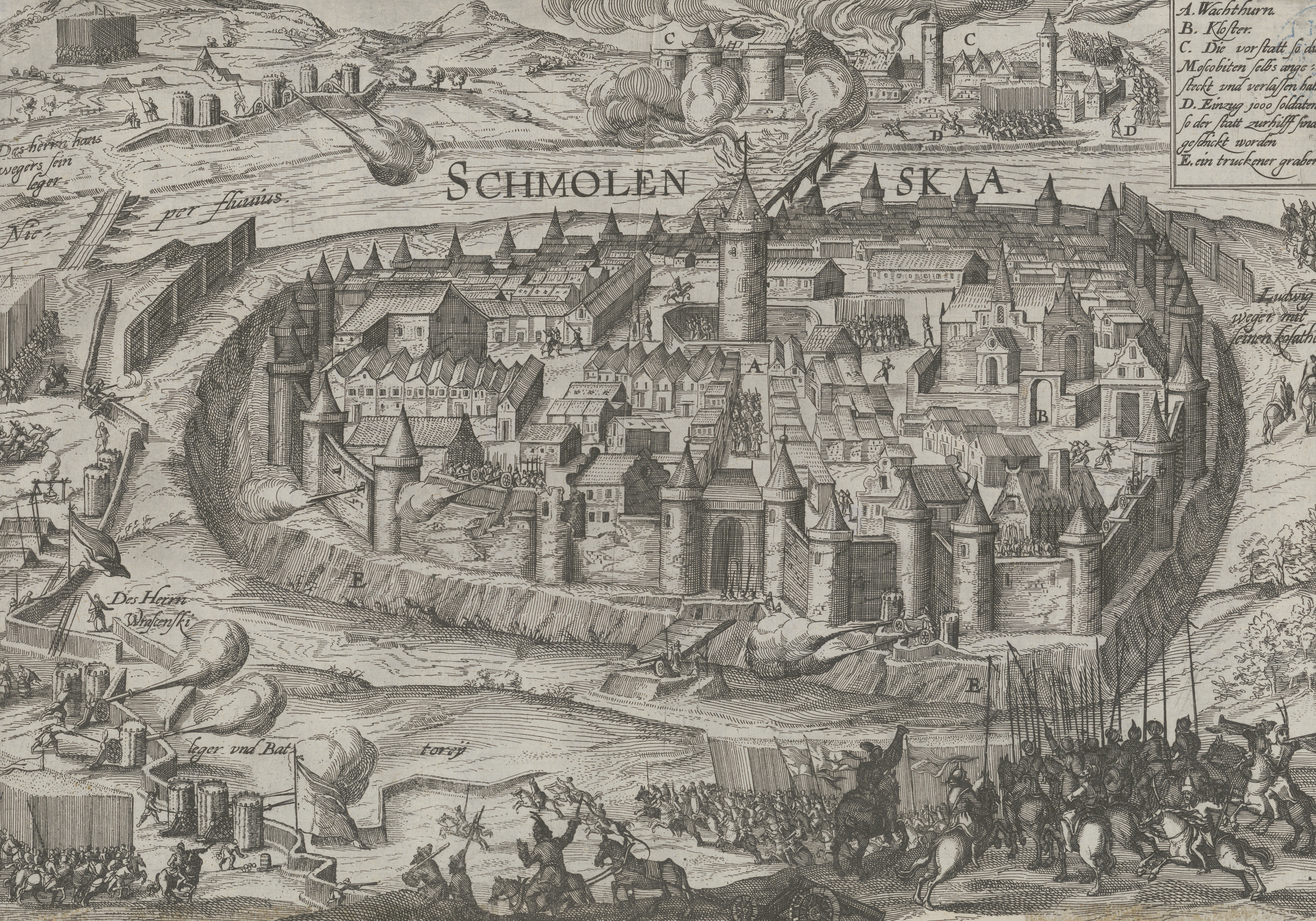
斯摩棱斯克之围

16世纪与17世纪之交的一些变故使得联邦的几个强邻（俄罗斯沙皇国、奥地利哈布斯堡王朝和奥斯曼帝国）在这一时期国力有所衰弱。联邦能否利用这一时机以提升其地位，则主要取决于其解决内部矛盾的能力，其中包括在什拉赫塔统治阶层中流行的孤立主义和和平主义趋势，或是贵族领袖与候选君主之间的敌意，其中后者经常试图消除亨利国王条款等对君权的限制。:146-150
新世纪头三十年近乎持续不断的战争促成了联邦军队的现代化，即使因为国库限制，其兵力未有增长。可动用的兵力在基尔霍姆战役时的几千人与1621年的霍滕战役时的一万五千人（外加上通过大军动员所征召的兵力）之间变化。17世纪上半叶时炮兵的发展引人注目，也使卡齐米日·谢梅诺维奇在阿姆斯特丹出版《大炮兵艺术第一部》，而谢梅诺维奇也是火箭学先驱。虽然联邦已有精良的重（波兰骠骑兵）轻骑兵（哥萨克），其军队内步兵（农民、雇佣兵和哥萨克编制）和外国军队的比例不断增加，这些部队在联邦军队中都有代表性。瓦萨家族的前两位国王在位时，联邦组建了一支舰队，并在海战中取得胜利（1609年对瑞典）。:153和往常一样，财政困难削弱了军队的实力，以及国库发放军饷的能力。:146-150

#### 摩尔达维亚

16世纪末时的摩尔达维亚、特兰西瓦尼亚和瓦拉几亚

1595年，扬·扎莫伊斯基干预摩尔达维亚事务，他的这一步是对先前因斯特凡·巴托里去世而未能落实的反奥斯曼攻势的延续。在联邦军队的支持下，耶雷米亚·莫维勒获得摩尔达维亚大公之位，附庸于联邦。扎莫伊斯基的军队随后在楚措拉击退了奥斯曼帝国的袭击。这一地区的下一次冲突发生在1600年，此时扎莫伊斯基和斯坦尼斯瓦夫·若乌凯夫斯基迎战瓦拉几亚和特兰西瓦尼亚大公勇敢者米哈伊。首先，当时被米哈乌罢黜的耶雷米亚·莫维勒重获大公之位，随后米哈乌在瓦拉几亚的布科夫战败。耶雷米亚的兄弟西蒙·莫维勒成为瓦拉几亚大公，在一个不长的时间内，直到多瑙河的整个地区都成为了联邦的附庸。奥斯曼帝国随后先后在1601年和1606年对瓦拉几亚和特兰西瓦尼亚重新提出领土主张。扎莫伊斯基的政策和行动构成了摩尔达维亚权贵战争的早期部分，只是加大了波兰对摩尔达维亚的影响力，有效阻挠了同一时期哈布斯堡王朝对这一地区的计划和野心。但因为联邦北方战事更加危急，进一步出兵南部边疆不再可能。:150-152

#### 对瑞战争

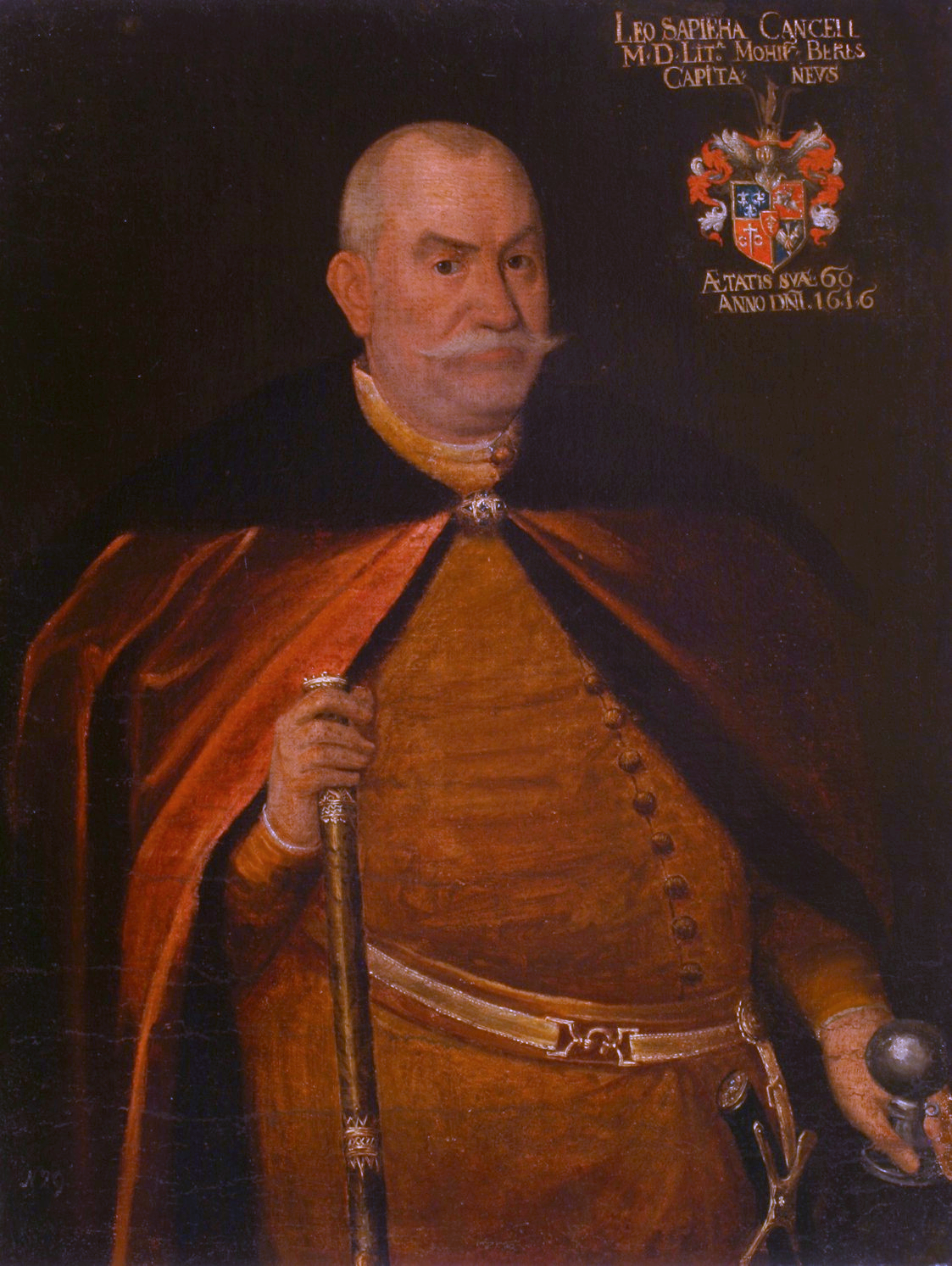
莱夫·萨皮耶哈，立陶宛大公国总理大臣

在因宗教冲突产生的紧张与动荡局势中，西吉斯蒙德三世·瓦萨在瑞典登基。西吉斯蒙德回到瑞典之时，他的叔父，摄政卡尔九世成为瑞典反西吉斯蒙德势力首领。1598年，西吉斯蒙德试图武力解决此问题，但对其祖国的远征却以林雪平战役的失败收场；西吉斯蒙德被俘，不得不同意叛军施加的严苛条件。西吉斯蒙德回到波兰后，1599年瑞典四级会议罢黜其瑞典王位，同时卡尔率瑞军进入爱沙尼亚。齐格蒙特在1600年宣称将爱沙尼亚并入联邦，这相当于对瑞宣战，这时联邦对摩尔达维亚地区的干预正处关键阶段。:152-153

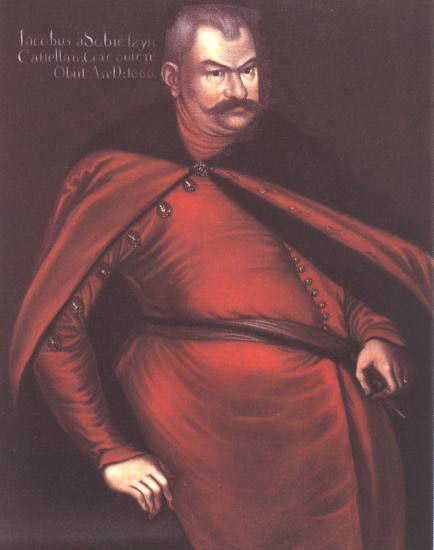
亚库布·索别斯基，国王扬三世·索别斯基之父

于尔根·冯·法伦斯巴赫被授予联邦军队的指挥权，此时他遭到被卡尔率领的大得多的瑞军压制，后者的快攻使得瑞典在1600年夺取了直到道加瓦河一带的利沃尼亚大部，除了里加。当地人那时对波兰-立陶宛的统治越发不满，因此他们很多都欢迎瑞军。但在扬·扎莫伊斯基带来更加坚实的军队后，瑞军便不断退缩至（不包括）雷瓦尔，其中，1601年，克雷什托夫·拉齐维乌在科肯豪森战役中取得决定性胜利。这支军队的大部未获军饷，不久回到波兰。清理行动由扬·卡罗尔·霍德凯维奇接替，他用剩余的一小支部队，在1604年击败瑞典对派德（比亚韦-卡缅）的入侵。:152-153
1605年，卡尔，即当时瑞典国王卡尔九世重开战端，但霍德凯维奇在基尔霍姆等地取胜，波兰海军也击败瑞典海军，使这一次攻势也以失败告终，但此时双方没有决定性的决议产生，战争仍在继续。在1611年的休战协议中，联邦能够保持双方争议地区的大部，但联邦此时因正遭一系列内忧外患，包括不能支付雇佣兵佣金以及新近对俄开战的因素，未能取得全面胜利。:152-153

#### 附庸俄国的尝试

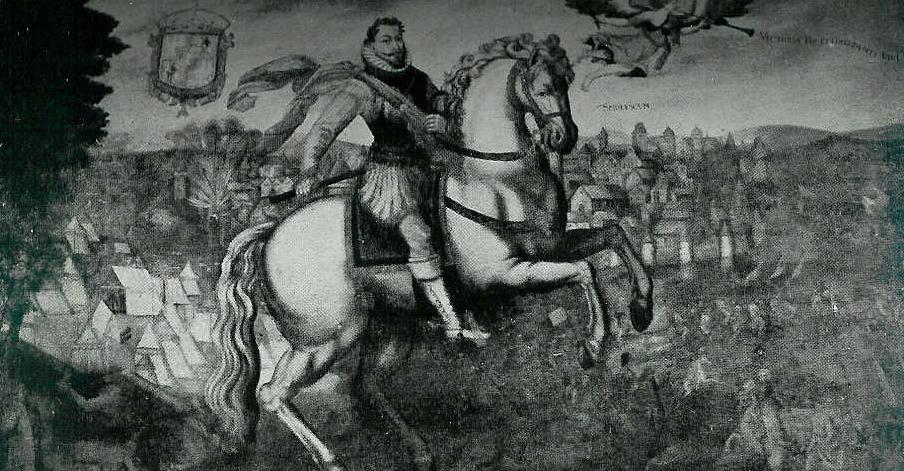
斯摩棱斯克的齐格蒙特三世

随着留里克王朝的末代沙皇伊凡四世和其子费奥多尔·伊万诺维奇分别于1584年和1596年相继去世后，俄国陷入了一场严重的皇室、经济与社会危机，局势动荡不安。随着鲍里斯·戈东诺夫遭到农民群众以及波雅尔反对派的双重抵制，联邦内部产生了一种将俄国收为附庸的思想，不论是通过共主邦联还是通过扶植一个波兰的傀儡，这种想法随后很快转化为了对俄国的实际行动。:153-158
1600年，莱夫·萨皮耶哈率领联邦使节团赶赴莫斯科，试图以波兰-立陶宛联合的方式，与俄国君合，而当地波雅尔都能获得与联邦贵族相当的权力。让两国形成共主邦联的决定将推迟到联邦国王或俄国沙皇去世后推行。鲍里斯·戈东诺夫在那时也参与了与瑞典国王卡尔九世的协商，他当时并不中意于与联邦形成那样紧密的关系，两国仅仅达成了一份为期20年的和约。:153-158

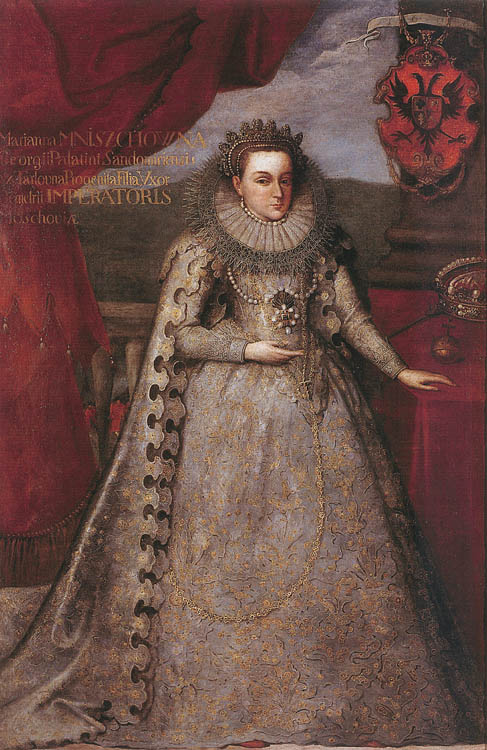
皇后玛丽娜·姆尼谢赫

为了继续推行他们的计划，权贵们利用了皇子德米特里死因未明，而自称为德米特里本尊的篡位者伪德米特里一世又在此时兴起的形势。伪德米特里能够获得联邦的合作和维希尼奥维茨基家族与桑多梅日省督耶日·姆尼谢赫的帮助，伪德米特里向后者许诺给予其大片俄国土地，并迎娶其女玛丽娜。德米特里皈依天主教，并在联邦收集一支由冒险家组成的军队，在与齐格蒙特三世之间的默契下，于1604年进入俄国。鲍里斯·戈东诺夫去世，其子费奥多尔·戈东诺夫遭杀害后，伪德米特里一世成为沙皇，直到1606年在一场人民起义中被杀。:153-158
随后，瓦西里·舒伊斯基上台。一个新的伪德米特里突然出现，皇后玛丽娜甚至已经承认他为她自认为已经去世的丈夫。得到联邦权贵的大量兵力支持后，伪德米特里二世逼近莫斯科，并试图攻占城市，可是无果而终。沙皇瓦西里四世向瑞典国王卡尔九世寻求帮助，同意割让土地以迎合瑞典，1609年，俄瑞反德米特里反联邦联盟的力量已足以消除来自莫斯科内部和兵力得到加强的瓦西里的威胁。这一联盟和瑞典对俄国事务的干涉促使波兰立陶宛联邦在国王齐格蒙特三世的推动和领导下，展开直接军事干涉。:153-158

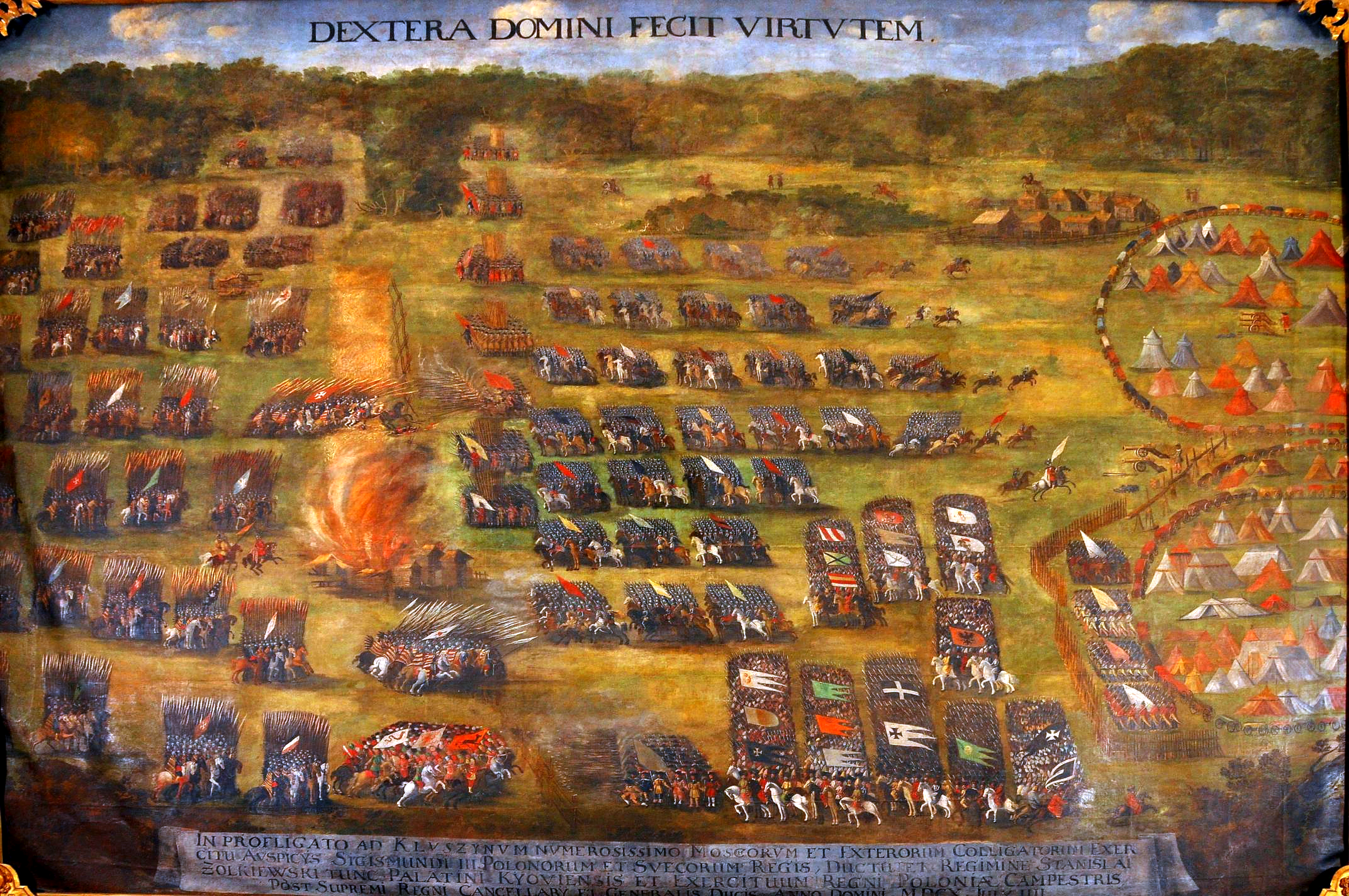
克武申战役（1610年）

波军开始包围斯摩棱斯克，瑞俄的解围军队在1610年于克武申战役被盖特曼若乌凯夫斯基击败。这次胜利加强了妥协派波雅尔的势力，这一派系已经有意将莫斯科皇位交给齐格蒙特三世之子瓦迪斯瓦夫四世。在若乌凯夫斯基的协商之下，波俄双方达成协议，波雅尔罢黜瓦西里，并接受瓦迪斯瓦夫登基，同时双方休战，联邦不吞并俄国土地，瓦迪斯瓦夫四世皈依东正教，波雅尔获得特权，其中包括沙俄的高级职位只能由俄国贵族担当。双方签署协议后，联邦军退进入克里姆林宫。:153-158
齐格蒙特三世随后毁约，宣称皇位为己所有，这将意味着对俄国的全面征服，此举将会被俄国社会的大多数所反对。齐格蒙特的毁约与索要皇位仅是加剧了动荡，此时瑞典也提出了自己的皇位拥有者，并攻占大诺夫哥罗德。在此形势下，俄国民众在1611年举行反波起义，包围占据克里姆林宫的波兰驻军。:153-158[a]
同时，联邦军队在长时间大举包围斯摩棱斯克后，于1611年攻占此处。但克里姆林宫内的波军形势不断恶化，尽管时有援军到达，大规模民族与宗教起义蔓延全俄。盖特曼霍德凯维奇的新救援行动以失败告终，驻克里姆林宫的联邦军队的投降成为必须。波兰囚徒主教费拉莱特之子，米哈伊尔·费奥多罗维奇·罗曼诺夫在1613年成为新沙皇。:153-158

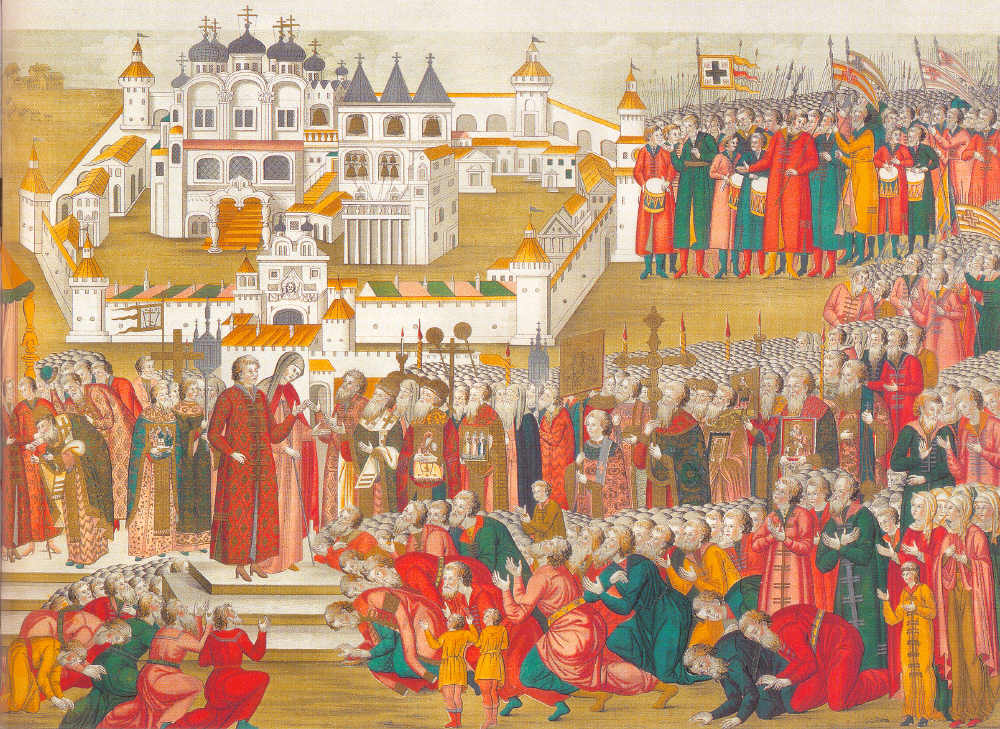
米哈伊尔·罗曼诺夫在1613年于伊帕杰夫修道院得知其获得皇位

在未获军饷的军队发动叛乱后，波兰军力减弱，但战争仍在继续。奥斯曼帝国在受到波兰领土扩张的威胁后，在边界地区参与战事，1617年，俄国与瑞典达成和约。联邦惧于新联盟，再次发动远征，远征军攻占了维亚济马，抵达莫斯科城下，试图再次让瓦迪斯瓦夫四世统治此地。但是莫斯科不会再打开城门，联邦也无足够兵力强攻此城。:153-158
尽管对战果失望，联邦仍能利用俄罗斯衰弱时期，通过领土扩张，恢复先前几十年里在东部遭受的损失。1619年杜里诺和约中，联邦获得斯摩棱斯克、切尔尼戈夫、和诺夫哥罗德-谢韦尔斯基。:153-158
波兰立陶宛联邦达到其最大领土，:172但未能与俄罗斯形成预定的共主邦联。事实证明，两大帝国之间体制上、文化上以及宗教上的不相容不可逾越。国土沦丧与残酷战争的结果并不公平，让俄国统治阶级与民众产生复仇心态。大规模战事耗费联邦国力，瓦萨王室与其权贵盟友的冒进政策的后果将会非常惨重。:153-158

#### 三十年战争时期的联邦和西里西亚

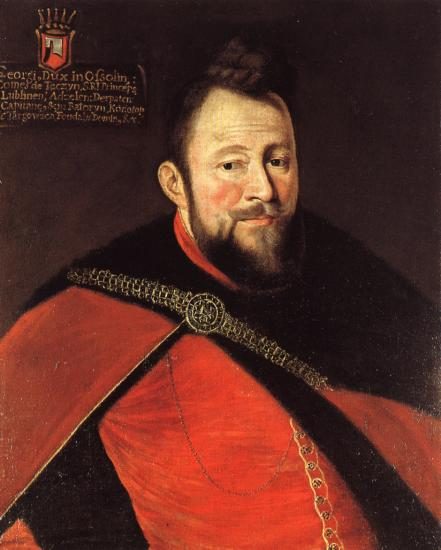
王国宰相耶日·奥索灵斯基专长外交，与国王瓦迪斯瓦夫四世合作默契

1613年，齐格蒙特三世与神圣罗马帝国皇帝马蒂亚斯达成谅解，双边藉此同意进行合作，并在镇压国内叛乱方面相互给予支援。这份条约使哈布斯堡王朝在联邦对俄国的战争中保持中立，但在1618年，波希米亚叛乱引发三十年战争后，这份条约给联邦带来了更为严重的后果。:158-161
捷克事件削弱了哈布斯堡王室在西里西亚的地位，而西里西亚当地有很多波兰族人的聚居地，他们因自身在当地的关系和利益而站在了新教阵营。众多波兰信义宗教区，包括教会学校与文化活动中心等，都在东西里西亚以奥波莱和切申为中心的波兰人聚居区建立起来，在这一地区乃至地区之外的众多城市与市镇（如布列斯劳和格伦堡等地）也有这种新教设施分布。有复兴潜力的哈布斯堡王室对西里西亚波兰人的威胁非常明显，而齐格蒙特三世亲信内部也有人，如斯坦尼斯瓦夫·武宾斯基和耶日·兹巴拉斯基等，向国王强调波兰在此地的历史权利和选择权。在很多人建议不要让联邦站在天主教-哈布斯堡王室一边卷入此事后，国王齐格蒙特三世，这个热忱的天主教徒，最终决定支持天主教阵营，但这种支持并非正式。:158-161
兵力达10000人的雇佣军利索夫斯基军是一支高效的作战部队，他们刚刚从莫斯科战役中归来，已经为什拉赫塔所深恶痛绝；在三十年战争中，这支部队是联邦能够调配的可用兵力；齐格蒙特三世将他们派往南方以支援神圣罗马帝国皇帝斐迪南二世。齐格蒙特三世宫廷的干预在战争的第一阶段起到了重要作用，帮助哈布斯堡王朝在其危急时刻维护其地位。:158-161

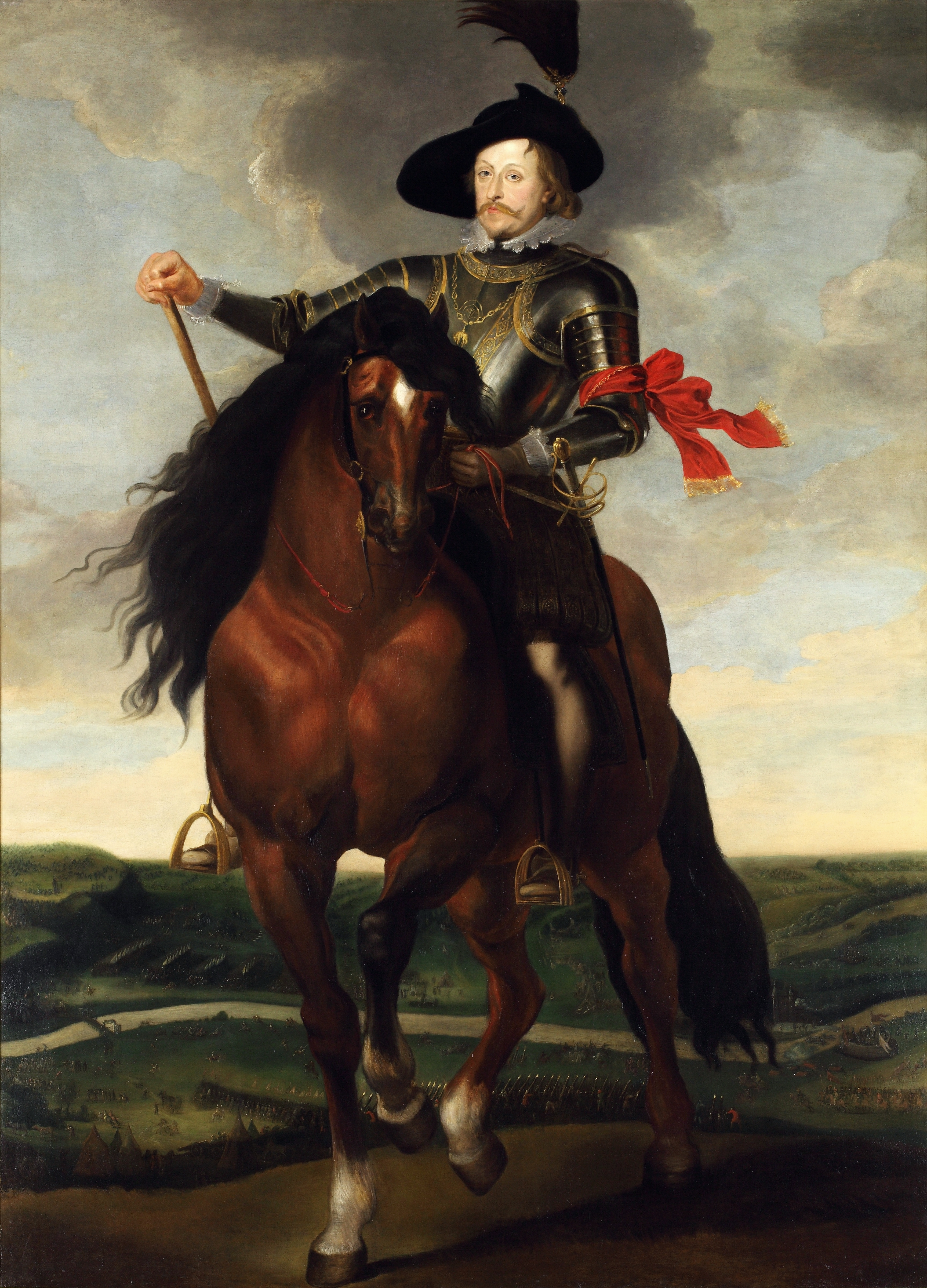
瓦迪斯瓦夫四世

利索夫斯基军进军匈牙利北部（现斯洛伐克），1619年在胡门内战役中击败特兰西瓦尼亚军。此时正与捷克人一同围攻维也纳的特兰西瓦尼亚公爵拜特伦·加博尔，不得不尽快归国与斐迪南二世议和，使捷克起义军的形势更加不利，捷克人最终在白山之战及其后被击溃。:564随后，利索夫斯基军又奔赴格拉茨（克沃兹科）及西里西亚、波西米亚和德意志地区的其他地方，无情镇压当地的反皇帝势力。:158-161
波西米亚起义失败后，西里西亚居民，包括上西里西亚的波兰乡绅，都遭到了严厉镇压与反宗教改革活动对其的打压，其中包括对数千西里西亚人的流放，这数千人中很多最终定居在波兰。在三十年战争的后续阶段，因西里西亚多次成为军事战役的主战场，这一地区遭到反复蹂躏，其间，一位新教领导人，属于皮雅斯特家族的布列格公爵约翰·克里斯蒂安吁请瓦迪斯瓦夫四世获取对西里西亚的主权。瓦迪斯瓦夫四世虽然在宗教事务中持宽容立场，但和他的父王一样，不愿让联邦卷入三十年战争。他最终在1646年从神圣罗马皇帝斐迪南三世那里取得奥波莱公国和拉齐布日公国作为采邑。威斯特伐利亚合约允许哈布斯堡王朝在当时因战争已满目疮痍的西里西亚便宜行事，包括下西里西亚的波兰人在内的当地新教徒因此受到哈布斯堡家族的强烈迫害，不是被迫流亡国外，便是被德意志化。:158-161

#### 与奥斯曼帝国和克里米亚汗国的冲突

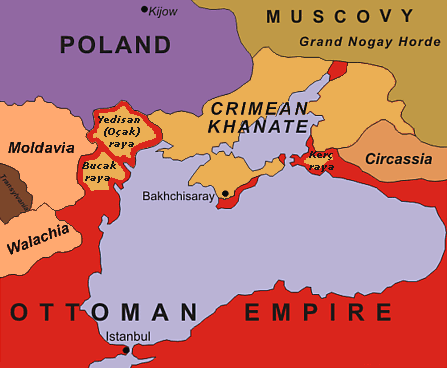
1600年左右的黑海地区

尽管并未正式而直接地参与三十年战争，联邦还是因其与哈布斯堡王朝的联盟关系而陷入与奥斯曼帝国、瑞典和沙俄的新战争当中，并因此让波兰对三十年战争的进程起重要影响。不过，波兰立陶宛联邦继续与上述势力作战也有内因。:162-166
自16世纪起，联邦遭到鞑靼人的数次侵袭。16世纪，哥萨克开始袭击黑海地区的土耳其聚落和鞑靼人土地。作为报复，奥斯曼帝国命令其附庸鞑靼人，以克里米亚或南比萨拉比亚地区为基地，展开对联邦波多利亚和红鲁塞尼亚地区的袭击。联邦东南边疆直到18世纪仍处于一种半持久战阶段。一些学者估计，在克里米亚汗国时期，超过300万人被俘并被贩卖为奴。:162-166

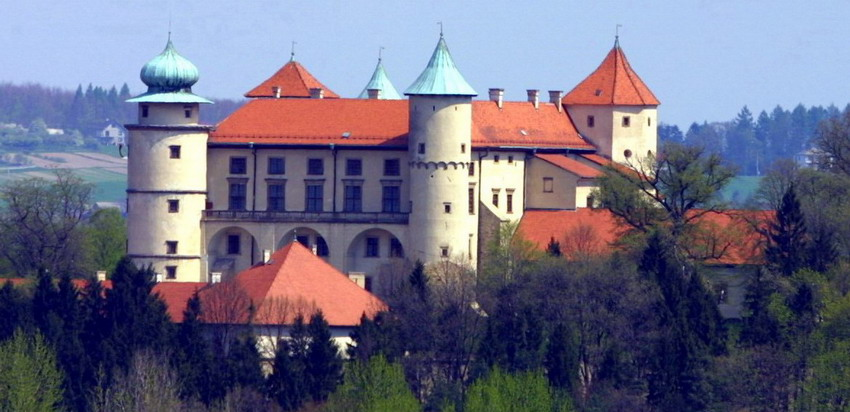
新维希尼奇的城堡

哥萨克的劫掠活动在1613年至1620年间达到最高潮，最远波及至安纳托利亚半岛的锡诺普。乌克兰权贵则甚则继续他们对摩尔达维亚地区的干预，在那里他们继续试图将他们的亲戚（莫维莱什蒂家族）推上大公之位（斯特凡·波托茨基于1607年和1602年，萨穆埃尔·科莱茨基和米哈乌·维希尼奥维茨基于1615年）。奥斯曼首领伊斯坎德尔·帕沙在摩尔达维亚击溃权贵军队，并在1617年迫使斯坦尼斯瓦夫·若乌凯夫斯基在波兰边界同意签署布沙条约，此条约规定联邦不得再干预瓦拉几亚和特兰西瓦尼亚事务。:162-166
土耳其人对波兰在俄国的影响力的不安，利索夫斯基军1619年于奥斯曼属国特兰西瓦尼亚的远征，和1619年哥萨克人对瓦尔纳城的焚毁，使奥斯曼帝国的年轻苏丹奥斯曼二世宣布对联邦宣战，意图摧毁并征服联邦。:162-166:175-176

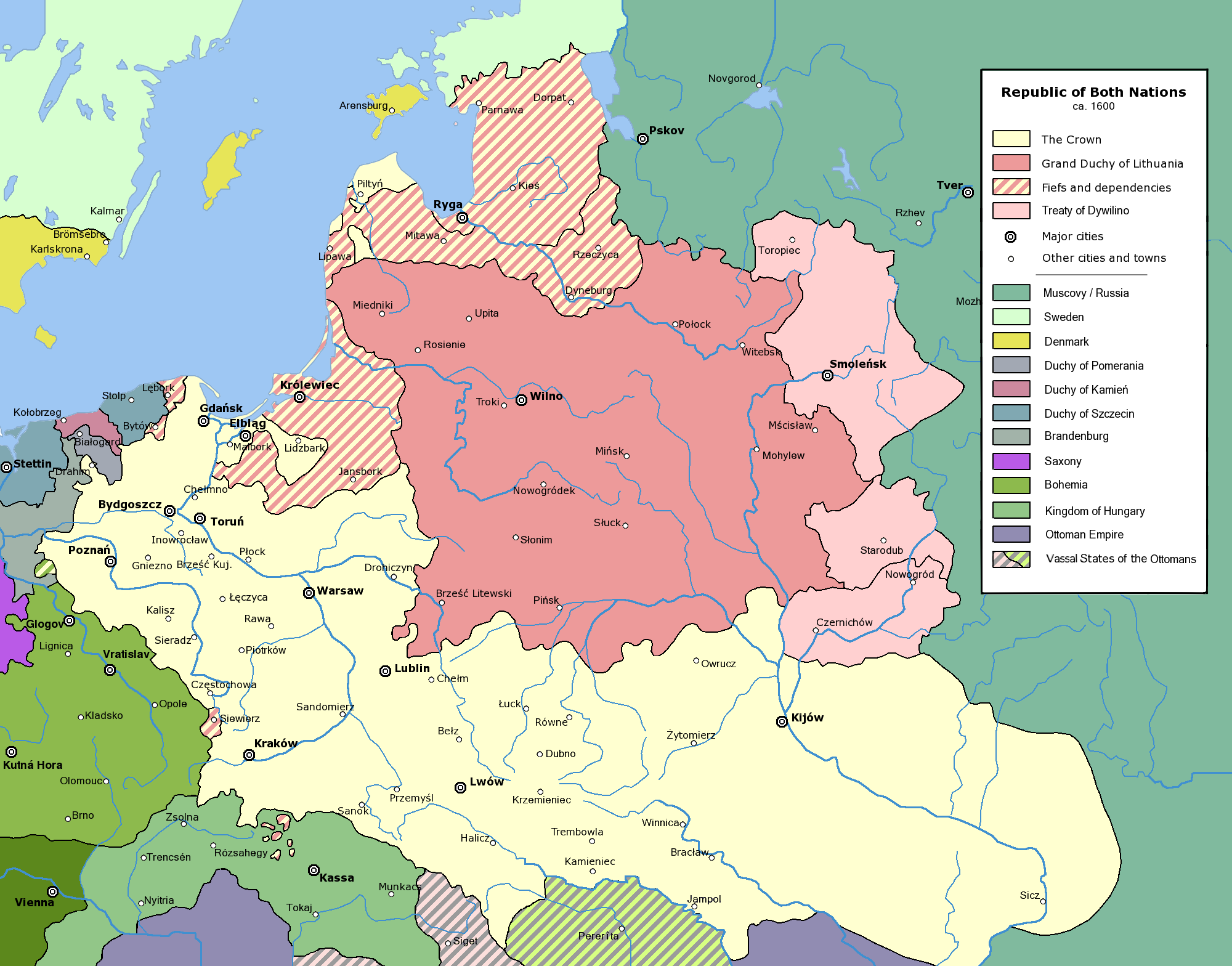
1619年杜里诺休战后，波兰立陶宛联邦领土达到最大

但初启战端的，却是波兰老盖特曼斯坦尼斯瓦夫·若乌凯夫斯基，而若乌凯夫斯基也因此战死。若乌凯夫斯基与科涅茨波尔斯基率领一支小军队进入摩尔达维亚，试图得到摩尔达维亚大公加斯帕尔·格拉齐亚尼与哥萨克的兵力支援。然而，援军并未到来，盖特曼却遭遇了由伊斯坎德尔·帕沙所率领的奥斯曼鞑靼联军，联邦军居于劣势。楚措拉战役中，波军大败，若乌凯夫斯基战死，科涅茨波尔斯基被俘，联邦门户四开，但奥斯曼和鞑靼双方指挥官之间的分歧让奥斯曼军队未能发起有效的追击。:162-166
大瑟姆在华沙召开，王室因使国家陷于危难而被谴责，但瑟姆最终同意开征维持一支六万人军队的高额赋税，并将登记哥萨克的人数增至四万人。联邦军队由扬·卡罗尔·霍德凯维奇率领，并得到佩特罗·科纳舍维奇-萨海达奇尼及其麾下的哥萨克支持，哥萨克与奥斯曼和鞑靼军队作战，并参与了接下来的战役。实际上，大约30000人的正规军和25000人的哥萨克在霍腾遭遇了由奥斯曼二世率领的奥斯曼军队，后者兵力占优。1621年9月，奥斯曼军队向联邦的防御据点发起多次猛烈进攻，最终被击退。最终，奥斯曼帝国因其兵力空虚，签署霍腾条约，保持齐格蒙特二世时期的旧有边界不变（联邦和奥斯曼军队之间的德涅斯特河边界），此结果对波方有利。奥斯曼二世兵变被杀后，其继任者穆斯塔法一世承认这一条约。:162-166

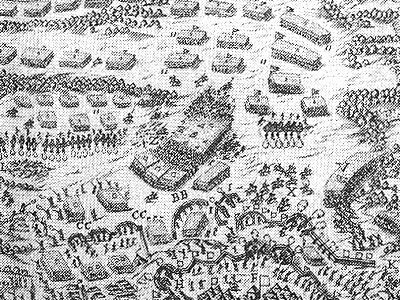
霍滕战役（1621年）

为回应哥萨克接下来的进犯，鞑靼人的侵袭也仍在继续，在1623年至1624年间受袭地区向西可延伸至维斯瓦河附近，这些地方财物遭劫，人员被俘。获释的科涅茨波尔斯基与斯特凡·赫梅莱茨基在1624年至1633年利用联邦常备军（“四分之一军”），在哥萨克和当地人的支援下，多次击败鞑靼人，形成对联邦西南方的有效防御。1633年至1634年，波兰与奥斯曼帝国再起战端，此次战争以双方议和告终。1644年，科涅茨波尔斯基在奥赫马蒂夫击败图盖贝伊，死前计划入侵克里米亚汗国。瓦迪斯瓦夫四世发起对奥斯曼帝国的大规模国际战争，亦即十字军的想法被1646年的审问瑟姆击退。联邦对控制权贵和哥萨克活动的无能为力导致联邦东南边疆的半不稳定状态，并为这一地区带来危险。:162-166

#### 波罗的地区领土和海上通行权的丧失

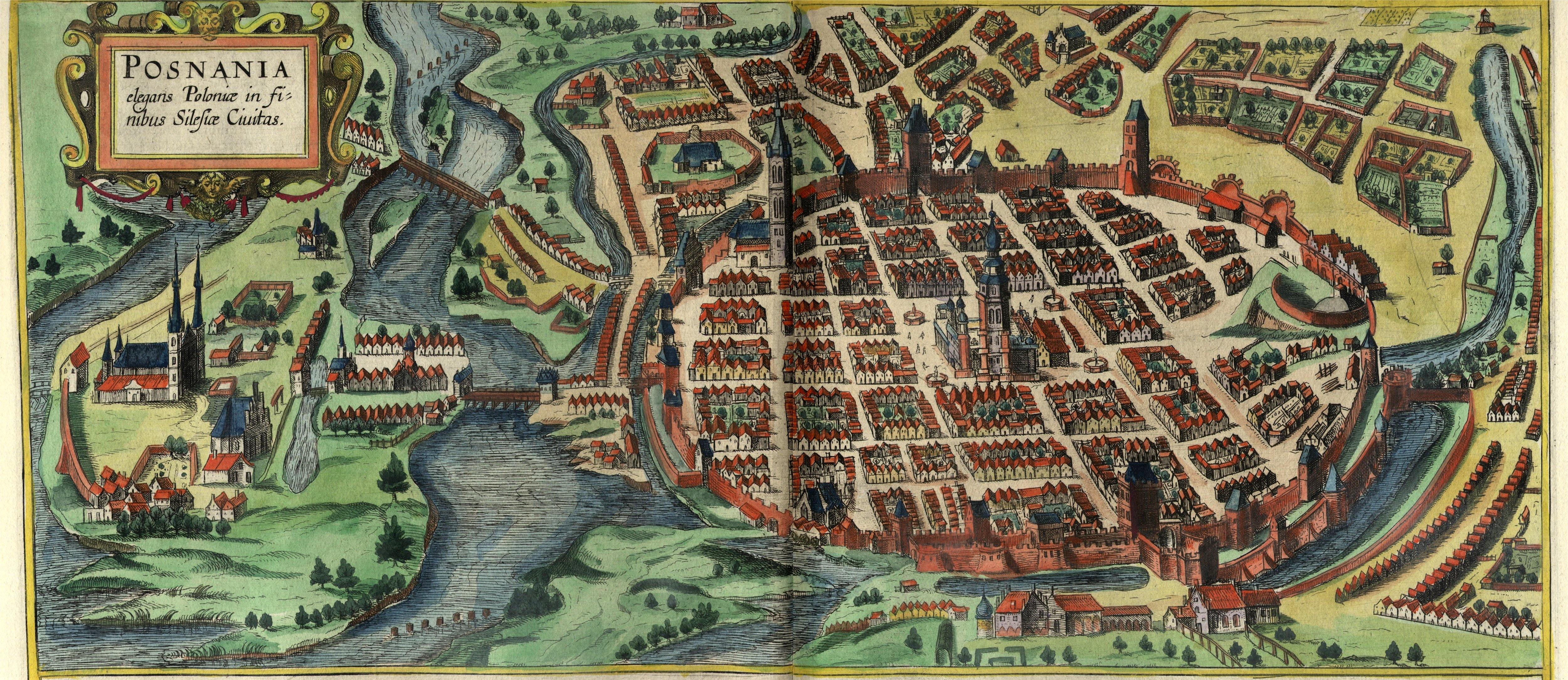
约1617年时的波兹南

对波兰立陶宛联邦更大的威胁来自瑞典。精于战事而又野心勃勃的军事领袖古斯塔夫二世·阿道夫登上了瑞典王位，极大地提高了瑞典军队的作战能力，并利用新教徒的狂热，使联邦北方的权力平衡向瑞典一方倾斜。联邦已疲于与沙皇俄国和奥斯曼帝国的战事，在外交上陷于孤立，此时面对这新的挑战也措手不及。齐格蒙特三世的一连串外交手段让什拉赫塔将整个局势看做国王的瑞典王室事务的另一阶段；但事实上瑞典试图夺取整个波控波罗的海岸，并因此控制联邦的海上中间贸易而获益，对联邦的独立存在形成威胁。:166-169
1621年8月末，古斯塔夫二世·阿道夫决定攻打立陶宛大公国最重要的贸易中心里加:165，此时奥斯曼军队正逼近霍腾，牵制了当地的波兰军队。里加遭到多次猛攻，一个月后不得不宣布投降。瑞军向南进军，进入库尔兰。里加沦陷，联邦也失去了其在这一地区最为重要的波罗的海港与通往北利沃尼亚的通道，道加瓦河渡口。1622年的米塔瓦和约使库尔兰和利沃尼亚东部的主权归波兰所有，但瑞军占据了道加瓦河以北的利沃尼亚大部。立陶宛军队保住了迪内堡，但在瓦尔霍夫战役中遭到惨败。:166-169

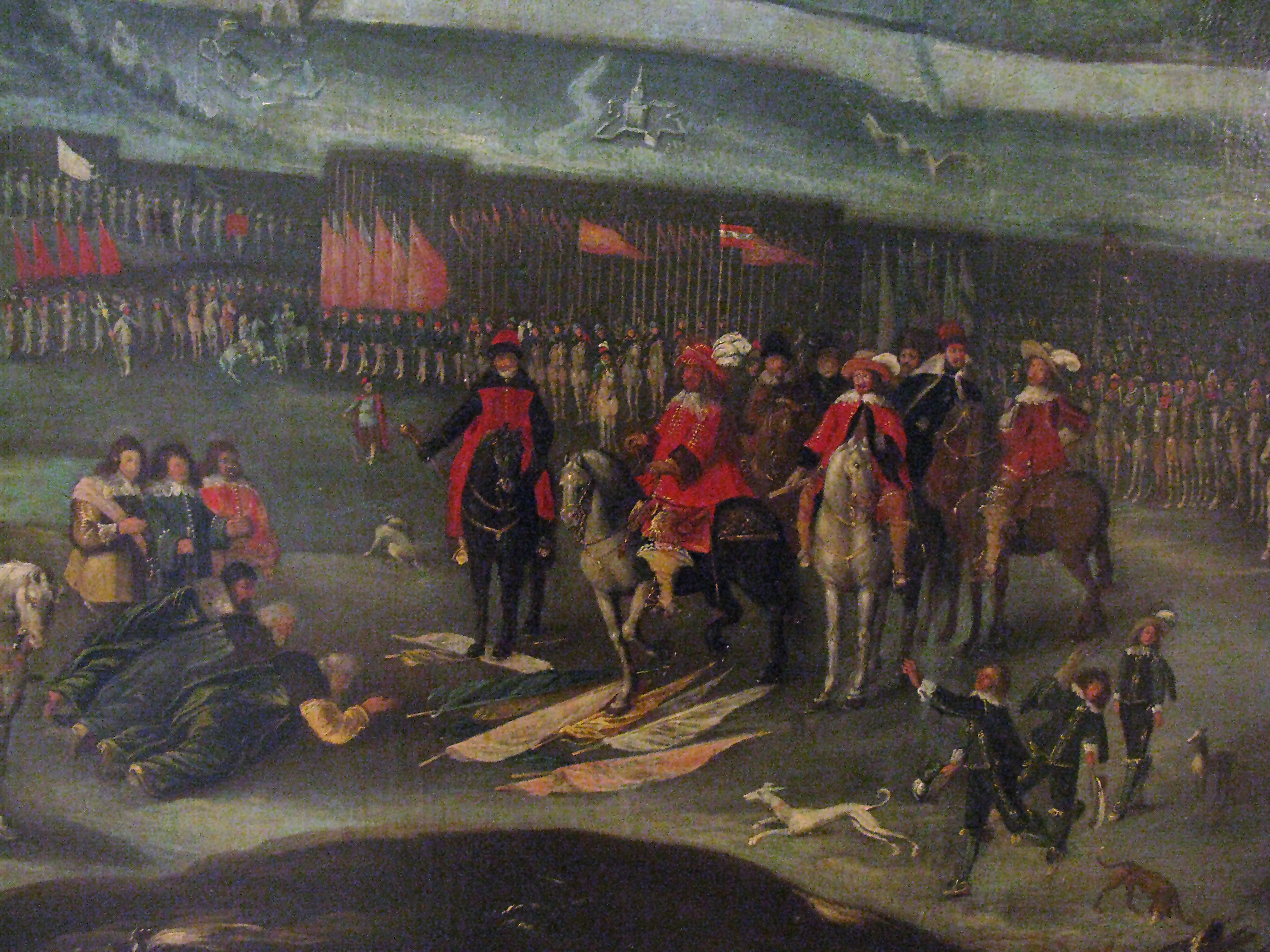
1634年瓦迪斯瓦夫四世成功夺回斯摩棱斯克

战争带来的损失严重影响了立陶宛大公国的贸易和关税收入。随着1626年7月瑞典攻占皮劳，攻打普鲁士公国使普鲁士公爵，勃兰登堡选帝侯，联邦附庸格奥尔格·威廉保持中立后，波兰王国的土地也受到了影响。瑞军不断进军，最后攻占了至普茨克为止的波罗的海沿岸。但泽（格但斯克）此时仍忠于联邦，但也遭到了海上封锁。:166-169
波兰人完全被瑞典的入侵所震惊，九月时试图发起反击，但在格涅夫战役中被古斯塔夫二世·阿道夫击败。波军急需现代化。瑟姆通过为国防征收重税的提案，但正式的征税一直被耽搁。此时的但泽正匆忙着力于近代防御工事的建设，而盖特曼斯坦尼斯瓦夫·科涅茨波尔斯基也被调到波罗的沿岸，此二者一定程度上缓解了联邦的局势。科涅茨波尔斯基，这个一直在东部边界征战的卓越指挥官很快习得了海事知识和当时的欧洲战法。科涅茨波尔斯基推动了海军舰队的必要扩大和陆军的现代化，其军事能力也足与古斯塔夫二世·阿道夫相匹敌。:166-169

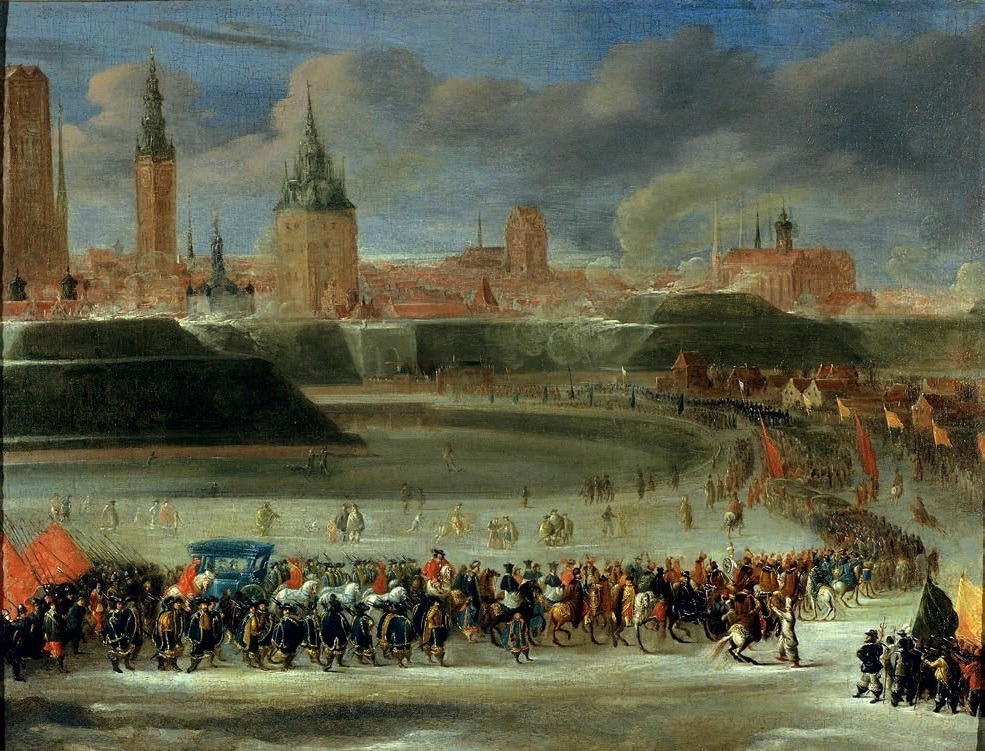
瓦迪斯瓦夫四世第二位妻子，王后玛丽·露易丝·贡扎加1646年抵达但泽

科涅茨波尔斯基发起1627年春季战役，试图避免驻在普鲁士公国的瑞军逼近但泽，也试图阻止其援军从神圣罗马帝国抵此。科涅茨波尔斯基行军迅速，先收复普茨克，随后在恰尔内（汉莫尔斯泰因）击溃试图为古斯塔夫二世增援的瑞军。科涅茨波尔斯基的军队始终在特切夫附近活动，保卫通往但泽的通道，并避免古斯塔夫二世·阿道夫抵达其主要目标。奥利瓦战役中，波兰舰队击败了一支瑞军分舰队。:166-169
但泽被守住了，但第二年在普鲁士公国兵力得到加强的瑞军攻占了布罗德尼察，在1629年初于古尔兹诺击败了波军。古斯塔夫二世·阿道夫从其所攻占的波罗的海沿岸地区对联邦施行经济封锁，并对其所征服的地方大肆劫掠。此时，阿尔布雷赫特·冯·华伦斯坦所率领的神罗盟军抵达战场，阻止瑞军继续前进。在波奥联合行动的逼迫下，古斯塔夫不得不从克维曾撤至马尔堡，在此过程中于奇恰纳战役被科涅茨波尔斯基击败，几乎被俘。:166-169
但此时联邦不仅疲于战事，也被欧洲多国施加压力，不得不停止进一步的军事行动，允许古斯塔夫二世·阿道夫干预神圣罗马帝国事务。阿尔特马克和约中，联邦将道加瓦河以北的利沃尼亚地区，和普鲁士与利沃尼亚海岸的所有海港（除但泽、普茨克、柯尼斯堡和利鲍外）都让与瑞典，而瑞典还被准许对经由但泽的贸易活动征税。:166-169

#### 国家的退让

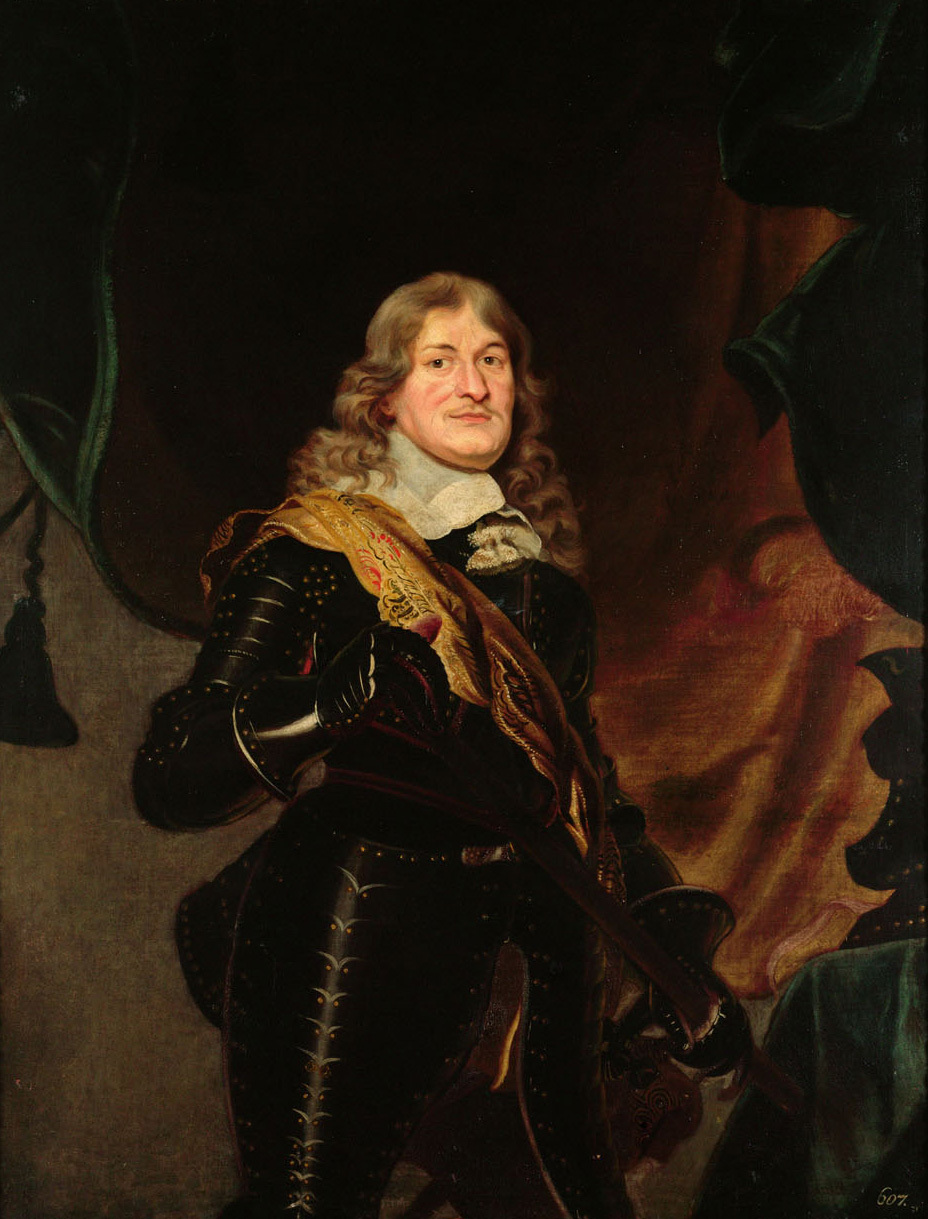
勃兰登堡选帝侯腓特烈·威廉是最后一位向波兰国王宣誓效忠的普鲁士公爵

瓦迪斯瓦夫四世登上联邦王位之时，一直致力于建立由瑞典、俄国、特兰西瓦尼亚和奥斯曼帝国组成的反波同盟的古斯塔夫二世·阿道夫逝世了。俄军随后采取单方面行动，试图收复在杜里诺和约中失去的领土。:169-173
1632年秋，准备充分的俄军攻占了俄立边界上的诸多要塞，并发起对斯摩棱斯克的围攻。米哈伊尔·申因所率领的俄军兵力占压倒优势，但斯摩棱斯克城固若金汤，经受俄军总攻后仍未被攻陷。此时，瓦迪斯瓦夫亲率兵力与俄军相当的解围军队抵达战场，其指挥颇为高效。数月激战后，申因投降。双方签署的波利亚诺夫卡和约大体上维持了杜里诺和约中的领土划分，但在一些细节上做出了对沙俄有利的改变。瓦迪斯瓦夫四世放弃了他对沙皇之位的宣称，其条件是俄方需交纳一定赔款。:169-173
确保东部疆域安全后，瓦迪斯瓦夫四世将注意力放在收复由其他父王让与瑞典的波罗的沿岸地区。瓦迪斯瓦夫四世希望利用瑞典在内尔德林根战役的战败，为联邦收复失地，也为自己得到瑞典王位。波兰人对他的计划和战争准备表示怀疑，国王只能继续谈判，但他不愿放弃对瑞典王位的宣称，使联邦在谈判中更趋弱势。根据1635年的斯图赫姆斯多尔夫条约，瑞典从王室普鲁士的城市和港口中撤出兵力，这意味着瑞典会归还波兰王国其维斯瓦河下游领地，此外瑞典还将停止在上述地方征收关税。瑞典保留利沃尼亚大部，而联邦保留库尔兰。这一条约让立陶宛的波罗的海贸易进入繁荣时期。:169-173

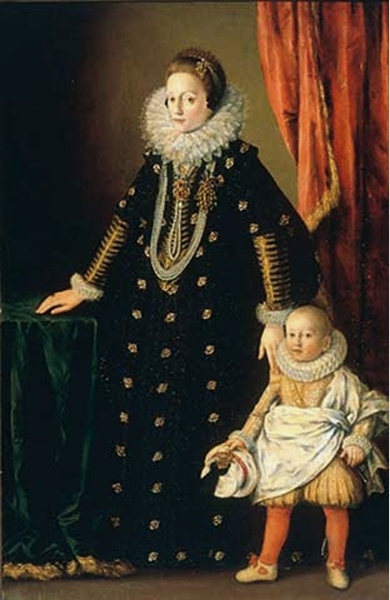
齐格蒙特三世的继配奥地利的康丝坦丝与其子，未来的国王扬·卡齐米日

随着勃兰登堡选帝侯获得普鲁士公国的爵位，联邦对公国的控制力不断减弱。在选帝侯的统治下，公国与勃兰登堡的关系更加紧密，这侵犯了联邦的利益。齐格蒙特三世先后将公国交由约阿希姆·腓特烈和约翰·西吉斯蒙德统治，后者于1611年在国王和瑟姆的批准下获得了霍亨索伦家族对公国的继承权。约翰·西吉斯蒙德实际上在1618年阿尔布雷希特·腓特烈去世后才成为普鲁士公爵，其继位者格奥尔格·威廉。随后爵位传于腓特烈·威廉一世，他在1641年向瓦迪斯瓦夫四世宣誓效忠，他也是最后一个向波兰国王宣誓效忠的普鲁士公爵。继位的勃兰登堡公爵会在名义上做出让步，以满足联邦的权益，并使其享有的权力合法化，但两国之间的关系正在发生不可逆的变化。:169-173
1637年．斯拉夫人的格里芬斯家族的最后一位波美拉尼亚公爵，博吉斯拉夫十四世去世。瑞典取得对波美拉尼亚的统治权，而联邦只能得到其采邑比图夫地区和伦博尔克地区。瓦迪斯瓦夫四世在威斯特伐利亚和会中寻求得到斯武普斯克，但这个地区最终属于勃兰登堡，勃兰登堡在和会后控制了波美拉尼亚全部，向东与联邦边界毗邻，:567向南与哈布斯堡王朝接壤。斯拉夫人卡舒比人和斯洛温齐亚人定居在波美拉尼亚的部分地区。:169-173
三十年战争时期，联邦有损有得，但损大于得，此时波兰立陶宛联邦仍是中东欧地区的几个强权之一。自1635年起，联邦度过了一段和平时期，此时内部的矛盾和立法机构的越发瘫痪阻止了一切实质性改革的产生。联邦并未对将在此世纪中叶出现的重大挑战做好准备。:169-173

## 政治

### 选举君主制和贵族共和国

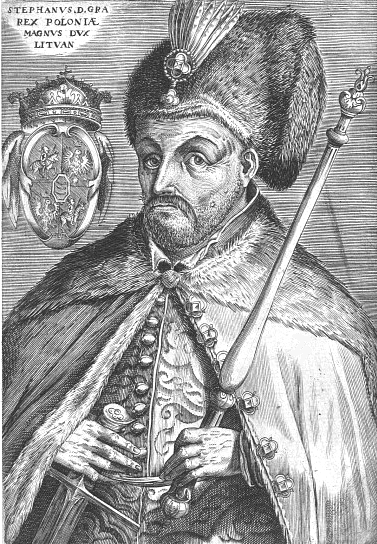
斯特凡·巴托里是数个当选为波兰国王的外国人之一

波兰立陶宛联邦自其在16世纪下半叶建立起，便一直推行选举君主制，国王由世袭贵族选举产生。国王任期终身，老国王去世后，国家会选举出新的国王。:83-132
1572年，雅盖隆王朝末代国王齐格蒙特二世无嗣而终。当时波兰-立陶宛的政治体制没有推选新国王的方法，因此对此事毫无准备。在激烈的争论后，人们决定由波兰立陶宛的全体贵族决定未来国王的人选。贵族会在华沙附近的沃拉参与王室选举的投票。:83-132
波兰国王选举一直持续至瓜分波兰之时。当选的国王依当选时间依次为：瓦卢瓦的亨利、安娜·雅盖隆、斯特凡·巴托里、齐格蒙特三世·瓦萨、瓦迪斯瓦夫四世、扬二世·卡齐米日、米哈乌·克雷布特·维希尼奥维茨基、扬三世·索别斯基、奥古斯特二世、斯坦尼斯瓦夫·莱什琴斯基、奥古斯特三世和斯坦尼斯瓦夫·奥古斯特·波尼亚托夫斯基。:83-132

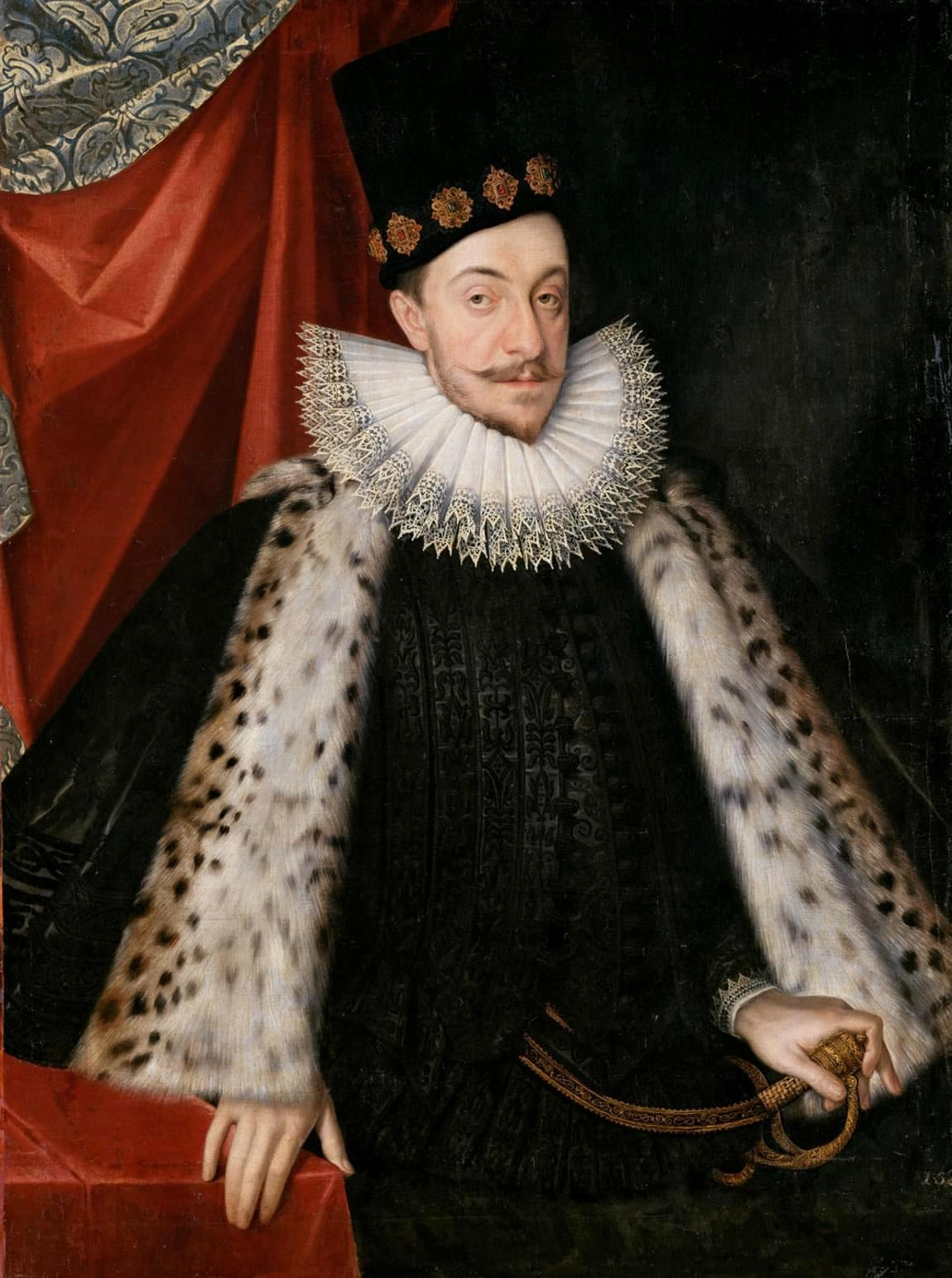
齐格蒙特三世·瓦萨在位45年，其统治功过各半

第一次波兰王室选举在1573年举行。参选的四人分别为法国国王查理九世之弟瓦卢瓦的亨利、俄国沙皇伊凡四世、奥地利大公恩斯特、和瑞典国王约翰三世。瓦卢瓦的亨利最终当选国王。但在成为波兰国王四个月不久，他得悉其兄长法国国王驾崩。瓦卢瓦的亨利随后放弃其波兰王位并返回法国，即位为法国国王亨利三世。:83-132
当选的国王中有几位对联邦有长远影响。斯特凡·巴托里决心以恶化与权贵的关系为代价，恢复日益衰微的王权。齐格蒙特三世、瓦迪斯瓦夫四世和约翰·卡齐米日皆来自瑞典瓦萨王朝；然而他们对外国事务与王室仇怨的过分关注使他们未能对联邦的稳定产生重大贡献。扬三世·索别斯基指挥波军在1683年维也纳战役中增援奥军，而这场战役也成为联邦最后一场重大胜利。末代波兰国王斯坦尼斯瓦夫·奥古斯特·波尼亚托夫斯基是一个争议人物。一方面，他是一些对联邦而言姗姗来迟的重大且具有建设性的改革的幕后推手。另一方面，因为个性软弱且缺少决断力，对俄罗斯帝国更是百依百顺，他亲自葬送了他所推动的改革，以及急需这些改革的联邦。:83-132

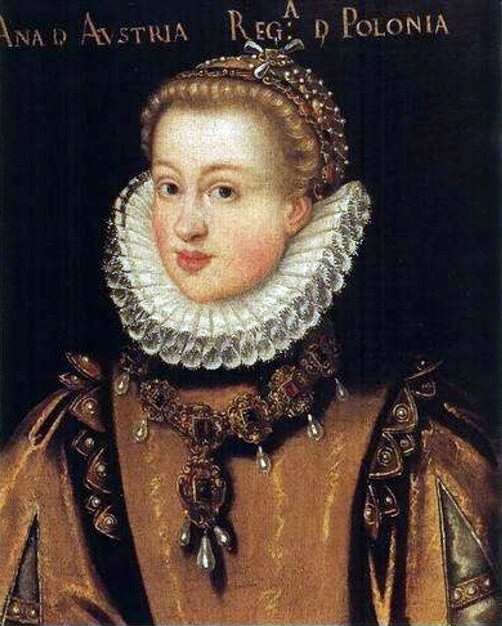
奥地利的安娜，齐格蒙特三世的第一位王后，以柔性的力量幫助丈夫推動反宗教改革

自卢布林联合以来，波兰立陶宛联邦一反全欧君主专制的潮流，推行具有准民主性质的贵族民主制政体，尽管民主权力仅由贵族掌握，在大多数情况下，这种政体在欧洲历史上仍然可称为是史无前例的。贵族民主制对后世欧洲君主立宪制的发展而言也是重要典范。:83-132:115
但是下层贵族（什拉赫塔）、上层贵族（权贵）和当选国王之间的一系列权力斗争侵蚀了公民权价值，并逐渐削弱了政府的权威，及其正常运作与提供国防的能力。17世纪下半叶，臭名昭著的自由否决权制度开始施行，使议会的正常运作遭到瘫痪。自17世纪中期以来的一系列毁灭性战争（最著名者为赫梅利尼茨基起义和大洪水时代）以后，波兰-立陶宛不再是一个具有影响力的政治势力。在战争中联邦大约失去三分之一的人口（比在第二次世界大战的损失大）。联邦的经济与发展因贵族对农业和农奴制的依赖而进一步遭到损害，而上述两点再加上城市中产阶级的软弱使联邦的工业化进度落后于他国。:83-132
到18世纪初时，波兰立陶宛联邦，这个全欧面积最大人口最多的国家之一，变成了任由其强邻操纵的傀儡（俄罗斯帝国、普鲁士和奥地利），这三个国家几乎随心所欲地干涉联邦的内政。18世纪下半叶，联邦被强邻多次瓜分，最终灭亡。:83-132

### 瑟姆和瑟米克

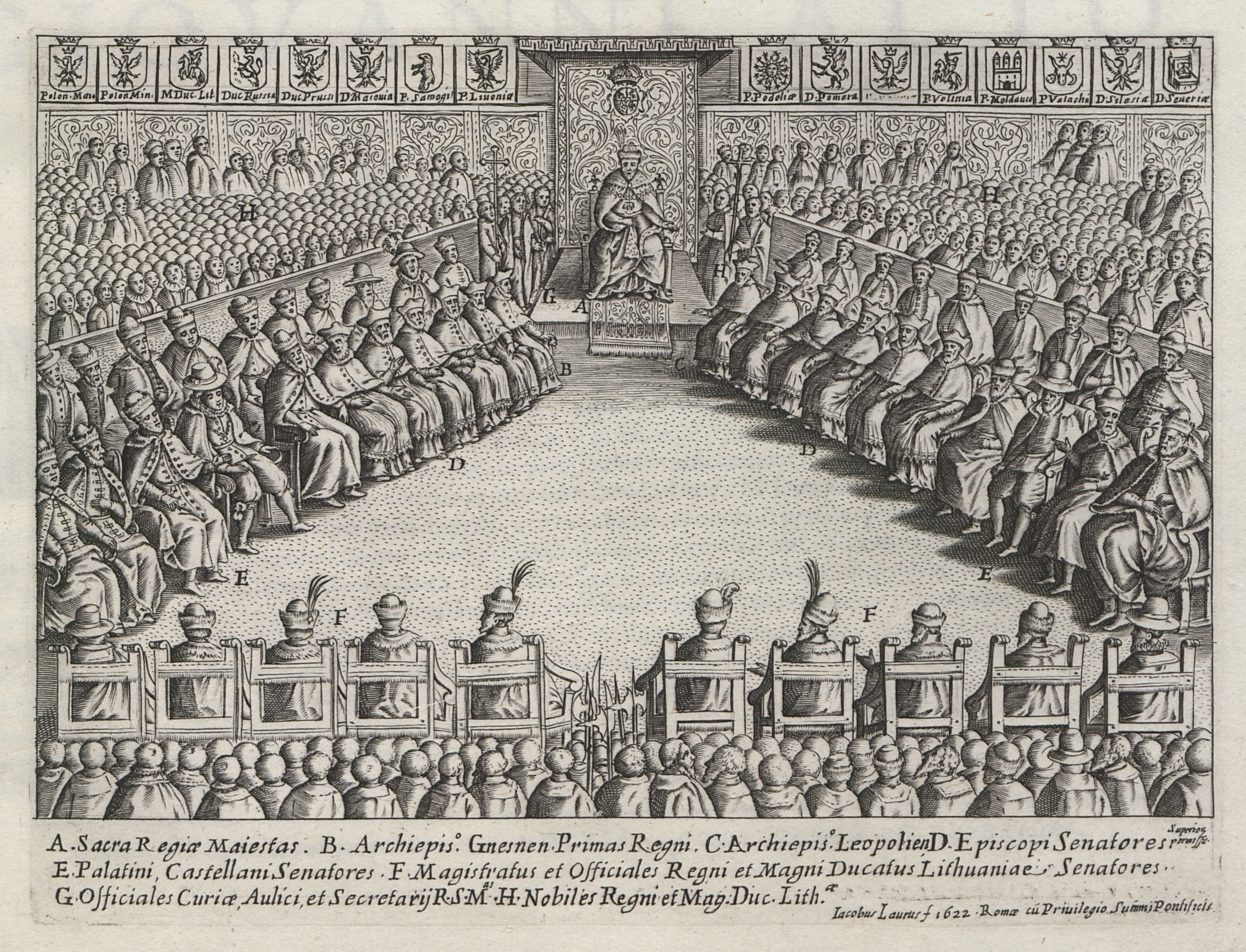
1622年，瑟姆在华沙王室城堡开会

卢布林联合后，立陶宛高级官员加入了联邦大瑟姆的上议院；上议院中世俗议员与神职议员皆终身任职，其地位也得到加强，而高级官员内中级什拉赫塔的人数本来较少，所以其在上议院的席位按照比例也相应较少。国王可以不经瑟姆的正式决议，另外召集上议院，使其发挥枢密院的传统职责，而什拉赫塔限制上议院权力的尝试从未成功。在1569年，大公国和王室普鲁士更进一步与波兰王国联合并融合，其议员加入大瑟姆后，下议院（被称为瑟姆）共有170名地方议员，而上议院共有140位议员。:98-101
行使立法权的瑟姆议员大体上不能按照他们自身的意愿行事。地方什拉赫塔议会（瑟米克）在大瑟姆之前召开；在瑟米克中当地贵族向其代表下达大量指令，以争取并维护自己在相关领域的利益。大瑟姆结束后，另一次瑟米克将会召开。这一次议员会向自己的选民报告大瑟姆的成果。:98-101

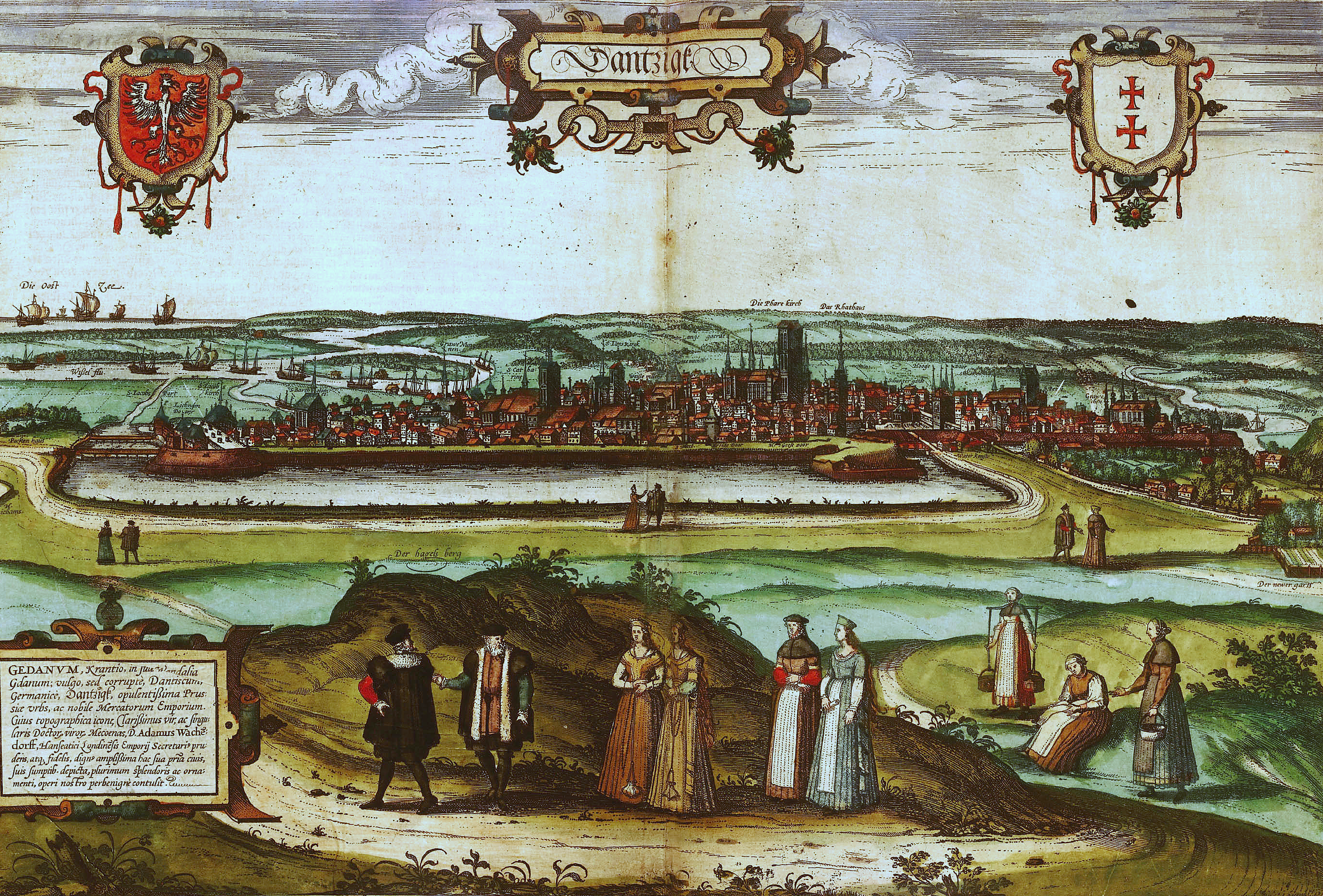
1575年的但泽（格但斯克）。这座城市历史上一向是波兰、德意志和当地利益的焦点

瑟米克在联邦的议会机制中起到重要作用，与大瑟姆互为补充。瑟米克有时为瑟姆总宣言的推行提出详细的方案，或者在瑟姆休会期间做出立法决定，其中有时候甚至会直接与君主联系。:98-101
市民阶级的重要议会席位寥寥无几，而农民更是一席皆无。犹太社区则将代表送入自己的四地理事会（Va'ad ）。联邦议会狭隘的社会基础对波兰立陶宛国家的未来及其未来发展不利。:98-101
自1573年起，常规大瑟姆每两年召开一次，为期6周。如果情况需要，国王可以召开为期2周的“特别”瑟姆；在议员同意的情况下，特别瑟姆的会期可以延长。卢布林联合后，联邦瑟姆更加集中在华沙召开，但克拉科夫仍作为加冕瑟姆的召开地。16至17世纪之交时，王室从克拉科夫永久迁至华沙。:98-101，108

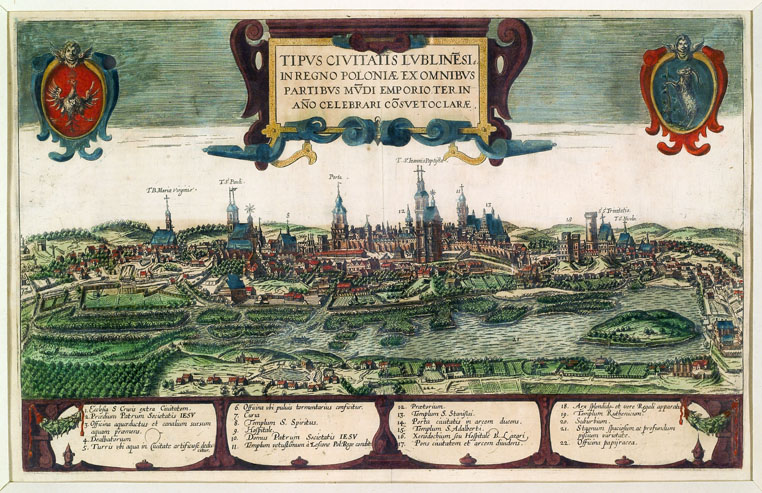
1618年卢布林

瑟姆的流程顺序在17世纪形成。下议院会做大部分的法案准备工作。而最后几天则是由上议院和国王一起工作，这时最后版本将被赞成通过，而决议也会形成；最终的立法成果将需要得到大瑟姆三个立法主体——瑟姆、上议院和君主——的一致赞成。17世纪上半叶，下议院一致同意的规则尚未被严格执行。:98-101
大瑟姆是国家最高权力机关，以共识为基础，国家权力由瑟姆作为集体共同享有。瑟姆的最高法院由国王主持，负责审理最严重的案件。在17世纪下半叶，因为种种原因，包括对一致同意规则的滥用（“自由否决权”），大瑟姆的有效性下降，而其因此无法实行的职能逐渐由瑟米克执行，而当时实际上政府的大部分工作都是在瑟米克完成的。:98-101

## 经济与社会

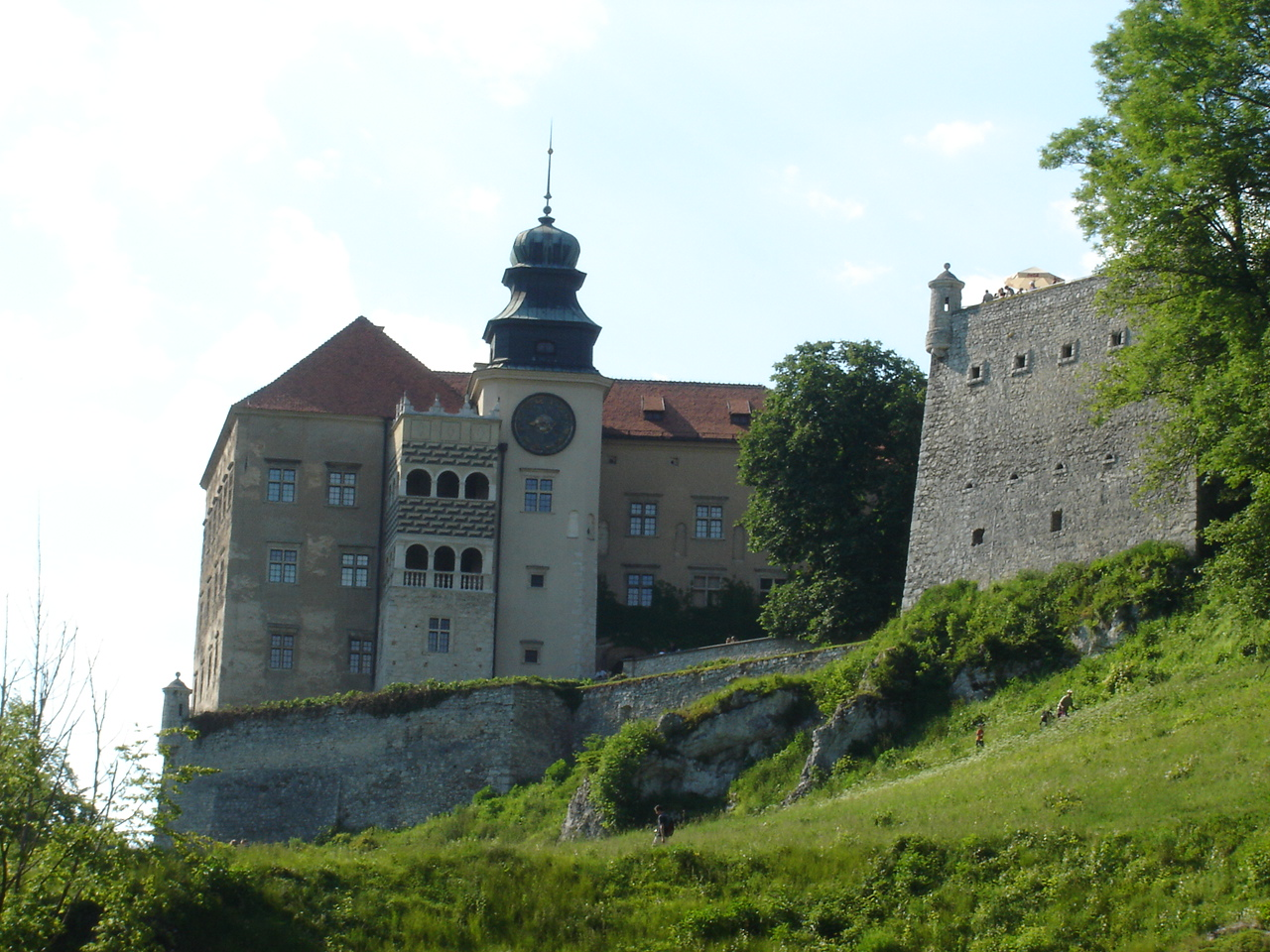
小狗岩城堡

1580年代，食品价格停止增长，东欧繁荣的农业贸易开始显示出危机越发临近的迹象。随后，从西欧开始，农产品价格逐渐降低，物价萧条的状况由此形成。这一过程对东欧的庄园经济的不良影响在17世纪后半叶达到最大。随着西半球的白银大量涌入欧洲，1620年左右时，全欧洲开始出现货币贬值状况，经济情况因此进一步恶化。但是，这时波兰的大量谷物仍然经由但泽出口。联邦贵族采取各种手段应对危机，并维持较高的粮食产量，特别是进一步加重农奴的负担。贵族还强行购买或侵吞到这时较为富有的农民的土地，这种现象自17世纪中期开始尤为明显。:29-53

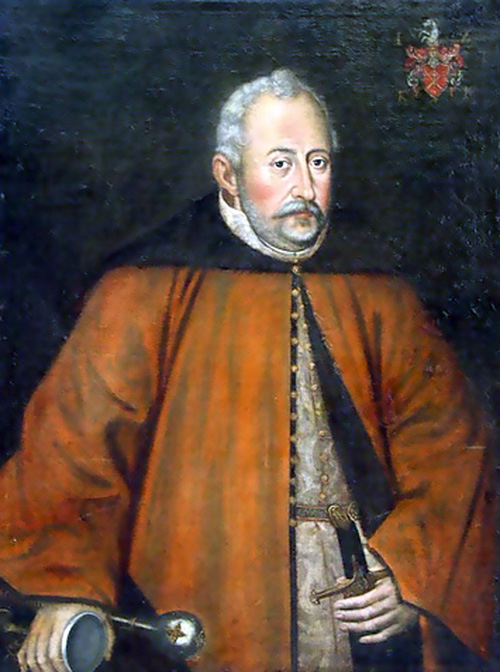
扬·扎莫伊斯基

城市工商业资产阶级的资本和力量影响着联邦初期采矿业和冶金业的发展。16至17世纪之交时，联邦共有几百家铁匠铺。大型铁炉都在17世纪初时建立。对银、铜和铅的开采与冶炼产业也已有所发展。盐业在维利奇卡和博赫尼亚等地蓬勃发展。在大约在1700年之后，部分工业企业逐渐被转交给使用农奴劳动力的地主，使这些产业在17世纪后半叶遭到冷落并衰败。:29-53
但泽实际上仍然享有自治权利，并且仍然在坚持捍卫其地位和对外贸的垄断。1570年卡尔恩科夫斯基法给予波兰国王控制海上贸易的权力，但是即便是曾经对但泽付诸军事干预的斯特凡·巴托里，也无法将这部法律推行。波兰的其他城市在17世纪上半页状况稳定，发展繁荣。然而，此世纪中叶的战祸将城市阶级彻底摧毁。:29-53
为阻止任何形式的阶级流动，联邦法律确立了一套严格的社会分离系统，此系统大约在17世纪上半叶成型。但是，贵族们并没有达到使自己的阶级完全与其他阶级隔绝，无法让外人进入的目的，实际上，有时甚至就连农民都能获得贵族身份。因此，后来的很多波兰贵族家族其血统都并不纯正。贵族们接受他们所特有的一系列行为方式“萨尔马提亚主义”，并利用这种行为方式使他们所自我认定的统治地位正当化。:29-53

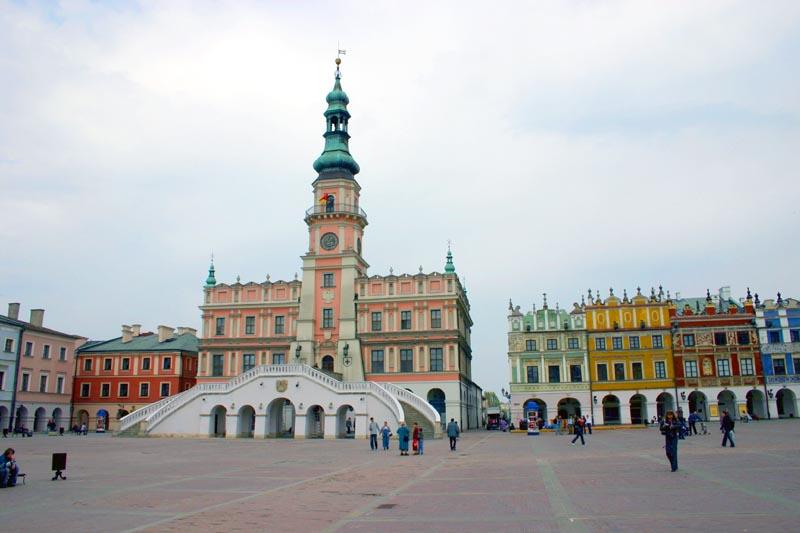
扎莫希奇

卢布林联合加快了对立陶宛和东部边疆的所有贵族，以及很多立陶宛人与罗斯人的波兰化进程，而这种进程滞碍了当地人自身的民族意识的发展。到了1563年齐格蒙特二世才允许信奉东正教的立陶宛贵族跻身大公国的最高级职位，但是在那时这个法案实际影响颇为有限，因为当时不论地位高低，信奉东正教的贵族已经屈指可数，且天主教的反宗教改革将很快来临，将之前的一切成就全都化为乌有。:79-81联邦东部的很多权贵都源于鲁塞尼亚血统；波兰王领向东延伸，使他们也被纳入其中，这也进一步提高了权贵阶级的政治和经济地位。普通贵族日渐受大地主的支配，但他们缺乏与乌克兰哥萨克移民联合制衡权贵的意愿，而哥萨克们融入波兰主流社会并享有权利的意愿也只能诉诸于姗姗来迟而低效的折中方案。农民的负担更重，受到的剥削也更深。因为上述原因，波兰立陶宛联邦扩张与发展的方式也导致了社会与民族矛盾的加重，使其体制陷入瘫痪，最终导致“贵族共和国”将会面临的危机。:108-109

## 宗教与文化

### 东西方基督教：反宗教改革，布列斯特联合

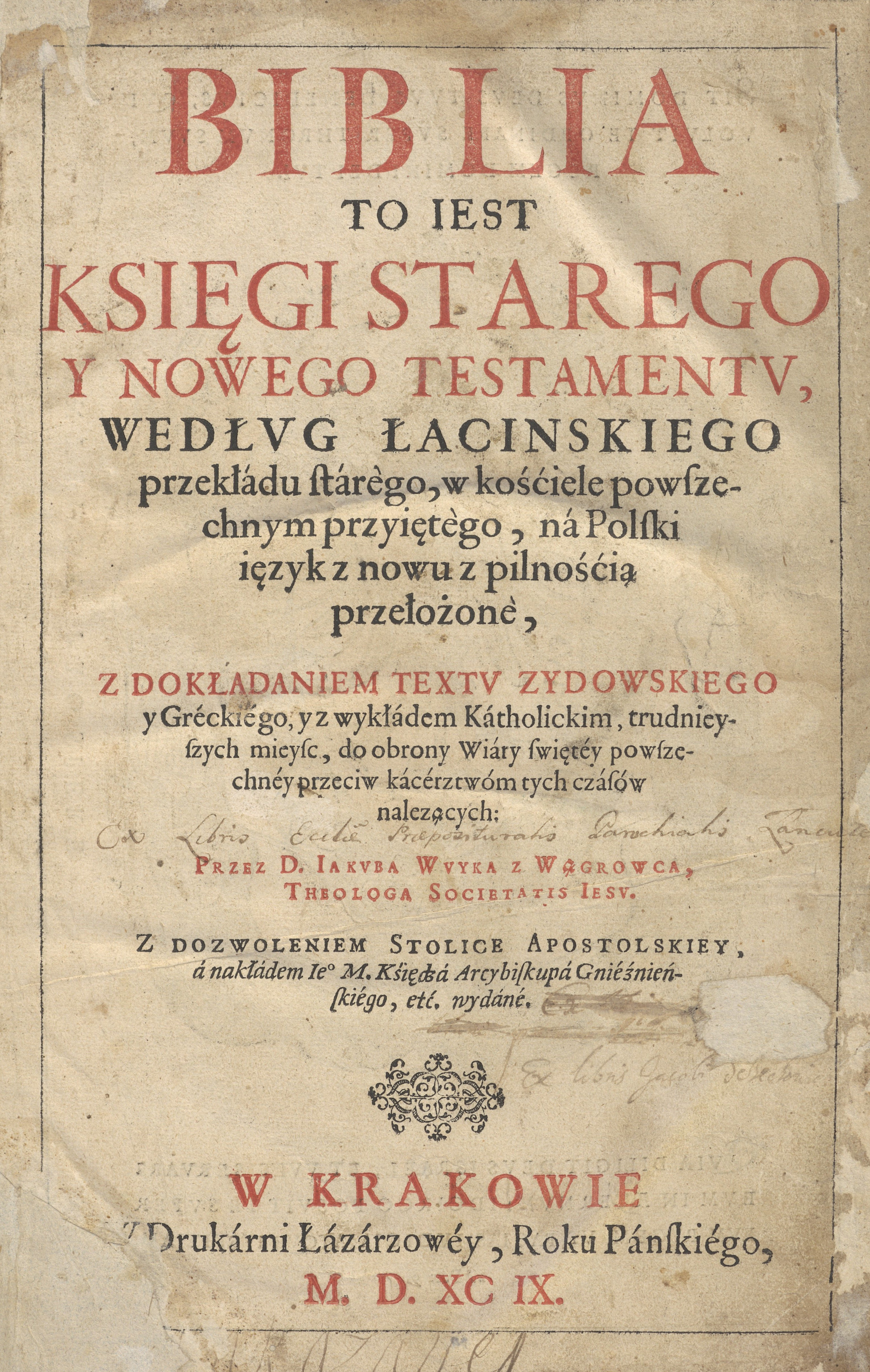
亚库布·武耶克的圣经译本在几个世纪颇为风靡

17世纪，联邦日益趋同而波兰化（针对少数族裔而言）的什拉赫塔大多已回归罗马天主教信仰，而天主教徒则维持自己信仰不变。:60-64
早期新教和解主义的体现，1570年的桑多梅日协议已有自卫的成分，因为当时反宗教改革对新教的压力已日益增强，而这份协议会后在波兰乃至全欧都非常著名。协议加强了新教的地位，使得1573年华沙联盟对宗教自由的保证变得可能。:60-64
16世纪末是新教在联邦最为盛行的时期，当时联邦共有新教地方教会1000个多个，其中近半数都属于加尔文主义。半个世纪后，这1000多个教会中只有50%幸存下来，其中大多为市民所信奉的信义宗受损较轻，而以什拉赫塔为主导的加尔文主义和非三位一体教派（波兰兄弟会）则损失最大。:60-641638年，隶属于兄弟会的拉克维亚学院和拉库夫的一家印刷社因亵神被迫关闭，这预示着更多困难将要来临。:104

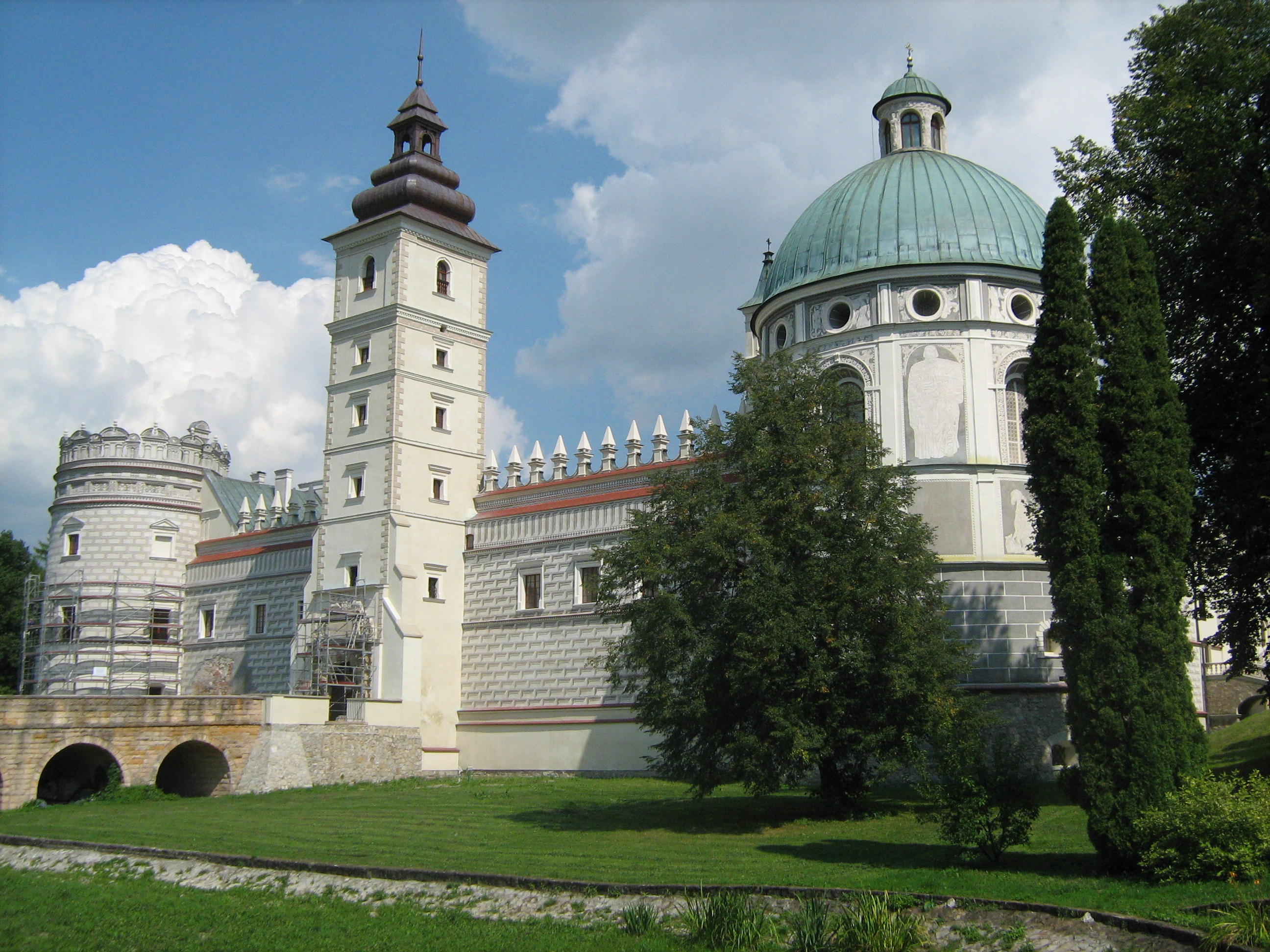
克拉西琴宫

反宗教改革的攻势在联邦如此如火如荼总让人觉得不可思议，因为联邦既没有宗教战争，也没有与天主教会携手打击或限制竞争教派。可能的因素包括：新教没有深入到下层民众，尤其是农民当中、国王采取亲天主教立场、宗教限制解除时贵族较少投身新教、新教内部派系林立、以及天主教会的宣传日益猛烈等。:60-64
新教与天主教阵营之间的理念斗争最开始使联邦的思想界大放异彩。天主教会根据特伦托会议所确定的方向，着手进行内部改革以应对外部挑战。特伦托会议的决议早在1577年便已被波兰教会正式接受，但直到1589年才开始被施行，17世纪末时改革才完成。早期时下层教士曾试图推行改革，而1551年的瓦尔米亚主教斯坦尼斯瓦夫·霍兹尤什对改革作出一定的贡献，赫兹尤什当时虽然是教会阶层的异类，但却是热心的改革家。16世纪与17世纪之交时，很多在罗马接受教育的主教掌管了教区一级的教会机构，并推行教士纪律，而反宗教改革运动也愈演愈烈。:60-64

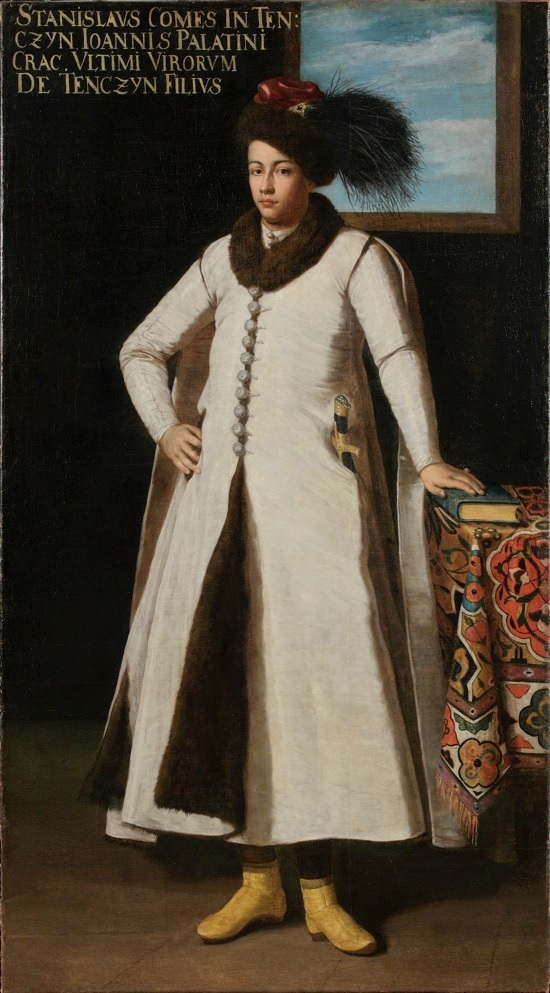
斯坦尼斯瓦夫·滕琴斯基，权贵家族子弟

霍兹尤什将耶稣会士引入波兰，并在1564年于布拉涅沃为他们建立了一所学院。耶稣会的很多教育机构和宅邸在接下来的几个十年相继建立，而且大多建立在新教活动中心的附近。耶稣会教士都经过精心挑选，受过良好教育，有的出身于贵族豪门，也有的来自于市井之中。他们随后便在宫廷中获得高度影响力，并深入社会各个阶层尽心奉献于自身事业。耶稣会的教育规划和反宗教改革的宣传机构都使用了很多先进的传媒技术，且大多因地制宜，他们也运用了历经时间考验的人文主义教学方法。布道家皮奥特尔·斯卡加和圣经翻译家亚库布·武耶克都属于耶稣会当中的佼佼者之列。:60-64
为争取人民支持，与新教成立国教会的想法相抗衡，联邦的天主教会尽力将自己波兰化，引入诸多本土元素以使教会自身更易为群众所接受，也更易吸引他们。教会上层将理念付诸行动。这些在17世纪所发生的变化将会在接下来的几个世纪中确定波兰天主教的特性。:60-64
反宗教改革运动在16世纪与17世纪之交达到极盛，这时正处在齐格蒙特三世在位早期，齐格蒙特三世当时正在与耶稣会和其他的一些教会团体合作，以图加强王权。国王试图限制取得天主教高阶教职的途径。一些城市发生反新教暴乱。1606年的桑多梅日起义中，大批新教徒支持反对国王的起义军。但是这并没有阻止大批什拉赫塔回归天主教。:60-64

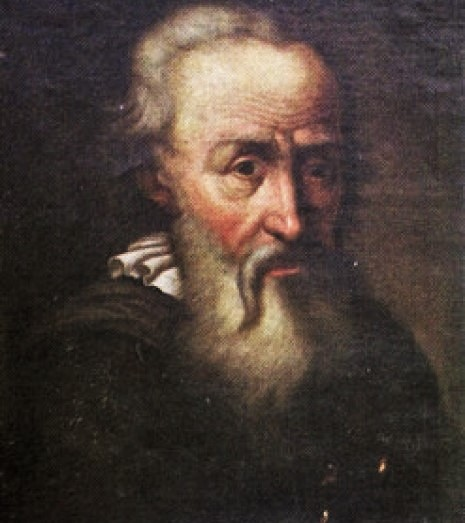
亲王康斯坦蒂·瓦西里·奥斯特罗格斯基

尽管新教与东正教曾先后在1595年与1599年分别于托伦和维尔纽斯召开联合会议，:133新教未能与联邦东部的居民东正教徒联合，而这也一定程度上促成了新教的衰落。波兰天主教会自然不会丢失良机，他们试图与东正教结盟，尽管其目的是为了让那些东正教徒屈服于教皇（教皇请求使东西教会大分裂压制在可控范围之内）和联邦的天主教权力中心。因为当时正处在联邦和奥斯曼帝国间冲突加剧，而东正教主教仍遵从君士坦丁堡牧区的指示，也因为近年来的发展，莫斯科牧区在1589年成立，东正教会当时被认为是会危害到国家安全的威胁。莫斯科牧区当时宣称对波兰立陶宛联邦的东正教徒享有宗教裁判权，此事态使联邦的很多东正教徒人心不安，诱使他们接受另一个选择，即与西方合作。:505联盟的主意得到国王齐格蒙特三世·瓦萨与东边的波兰贵族的支持；但东正教会与信徒中的世俗领导人却因此产生分歧。:64-66
1595年至1596年间，天主教徒与东正教徒磋商并正式缔结布列斯特聯合法案。此次联合并没有将罗马天主教会和东正教会合二为一，但促成了斯拉夫语仪式东仪天主教会（“联合教会”）的建立，这个新教会将成为一个东方天主教会，属于希腊天主教会（现乌克兰希腊天主教会和白俄罗斯希腊天主教会）。东仪天主教会承认教皇的最高权威，但使用拜占庭仪式，并在大多数方面保留其东方仪式的特点。这个联盟是妥协的产物，它有着天生的缺陷，尽管有最初的协议在先，希腊天主教主教不能像他们的罗马天主教同侪那样进入上院，而且，令他们失望的是，东仪天主教徒总体上并未享有平等的权利。:87-88:87-88

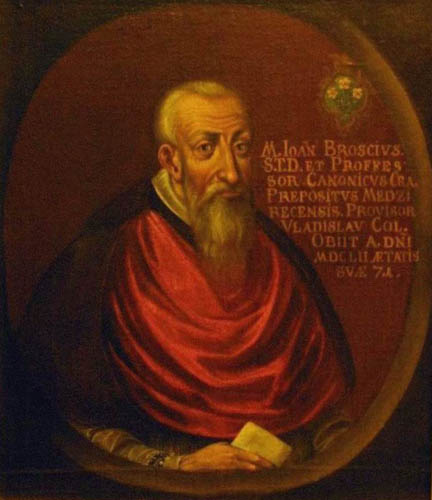
扬·布罗热克，克拉科夫学院院长，曾与耶稣会士争夺对学院教学的控制权

布列斯特联合使联邦的白俄罗斯人与乌克兰人的敌意增加，在这两个民族中东正教徒仍然占大多数。它激化了原本便已十分明显的民族和阶级矛盾，并成为导致联邦国力由盛转衰的内乱爆发的另一个原因。在康斯坦蒂·奥斯特罗格斯基的领导下，被指责为“非联合派”并被剥夺法律地位的东正教贵族为保卫自身权利而开战。奥斯特罗格斯基是波属乌克兰的东正教文化复兴运动的领导者。1576年，他建立了一所集中学与高校于一身的文科精英学校奥斯特罗赫学院，这座学院使用三种语言授课；1581年，他和他的学院为奥斯特洛圣经的出版做出贡献，这部圣经在学术意义上是第一部东正教教会斯拉夫语圣经译本。:86-87在多人的不懈努力下，1607年、1609年及1635年的议会法案重新承认东正教，将其视为两个平等的东方教会之一。东正教会领导层与管理机制的重建困难重重（大多数主教皈依东仪天主教会，而在1620年与1621年，用来接替他们的东正教主教未获联邦承认），这个阶段最终在瓦迪斯瓦夫四世在位时结束。那时很多东正教贵族都已皈依天主教，而东正教会由组织宗教兄弟会的市民和下层贵族，以及东部的新势力哥萨克阶级控制。基辅都主教彼得·莫吉拉在当地建立了一所有影响力的学院，他也为东正教会的重建和改革做出巨大贡献。 :64-66:87-88
东仪天主教会原本为联邦的鲁塞尼亚人建立，但在其管理方面逐渐转为使用波兰语。自1650年左右起，教会的大多数档案文献都是以波兰语而非鲁塞尼亚语写就。:45，48，77

### 早期巴洛克文化

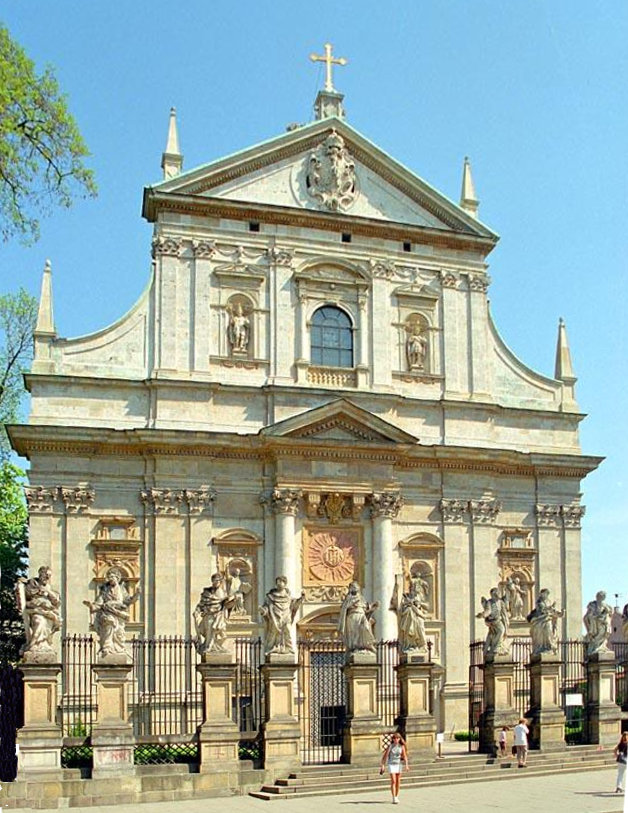
早期巴洛克式建筑，克拉科夫圣彼得圣保罗教堂，其首席设计师为乔万尼·特雷瓦诺

自1580年起，巴洛克风格开始主导波兰文化，这种艺术建基于文艺复兴艺术的成就之上，两者曾共存一段时间。起初，巴洛克艺术家和知识分子虽然因其所持的世界观不同而分成两派，但都享有广泛的行动自由和言论自由。但是不久，反宗教改革开始钳制人们思想，恢复中世纪传统，在教育等领域推行审查制度（自1617年起的波兰禁书目录），而且将艺术风格由原来的蜿蜒波动变为横平竖直。到17世纪中叶，文化风格已被重新定型，萨尔马提亚主义和宗教狂热成为主流。这个时期的艺术品位常常需要日益增加的东方元素。与先前时期的保持一致相反，这个时候普通市民和贵族的艺术品味开始彼此分离。文艺复兴时期的政论家斯坦尼斯瓦夫·奥热霍夫斯基已经为巴洛克时期的贵族政治思想提供理论基础。:68-71
那时，联邦各地共分布约四十座耶稣会学院（中学）。这些学院主要为什拉赫塔提供教育，市民子弟仅次之。王室总理大臣扬·扎莫伊斯基建立扎莫希奇镇，他1594年还在那里建立一所学院；扎莫伊斯基去世后，这所学院才作为一所文理中学。瓦萨王朝的前两位国王都因对艺术和科学的支持而知名。在此之后，市民阶级因战乱而萧条，与此同时联邦的科学水平也经历了全面衰退。:72-74

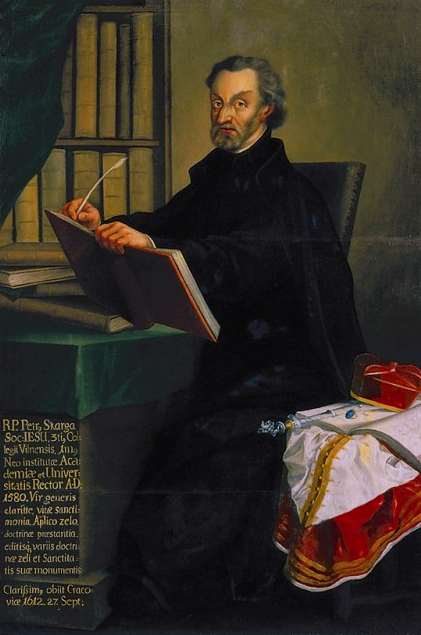
皮奥特尔·斯卡尔加，耶稣会著名的布道教士

波兰大学克拉科夫学院在16世纪中叶陷入危机，到17世纪初时，整个学院不断倒退，充满着反宗教改革式的盲从僵化的气氛。耶稣会利用克拉科夫学院的内讧，在1579年在维尔纽斯建立大学，但他们控制克拉科夫学院的企图最终并未成功。在这种条件下，很多学生选择出国完成学业。:71-74克拉科夫学院院长扬·布罗热克是个在多个领域都有所建树的学者，主要研究数论，并且支持哥白尼的著作。他的著作在1616年被教会列为禁书，他的反耶稣会宣传册被当众焚毁。 布罗热克的同事斯坦尼斯瓦夫·普德沃夫斯基主要研究基于物理现象制定的度量衡。:74-79
米哈乌·森齐武伊（Sendivogius Polonus）是一位在欧洲享有盛名的炼金术士，从《新光化学》（Novum Lumen Chymicum，1604年著，在17及18世纪有50多种版本和译本），他以多种语言写下很多著作。作为鲁道夫二世门下的学术圈成员，他被一些专家认为是化学界先驱及氧的发现者，比拉瓦锡提前了一个半多世纪。（森齐武伊的作品被顶尖科学家所研究，其中包括艾萨克·牛顿）。:529-531
早期巴洛克时期涌现很多著名诗人。塞巴斯蒂安·格拉博维茨基写了很多形而上学而神秘主义的宗教诗，代表寂静主义的消极趋向。另一位什拉赫塔诗人萨穆埃尔·特瓦尔多夫斯基参与多起军事冲突及其他历史事件，主要创作史诗。到17世纪中叶，城市诗歌也非常盛行，平民诗作批评当时的社会秩序，仍然充满文艺复兴风格。基亚尼的约翰系列诗作内含非常深的社会激进主义思想。道德家塞巴斯蒂安·克洛诺维茨创作象征诗《弗利斯》（Flis），该诗的背景为在维斯瓦河上漂浮作业的排水船。西蒙·西蒙诺维茨在他的《田园诗集》中直叙农奴生活的艰辛。耶稣会士马切伊·萨尔别夫斯基因其所写的拉丁文诗在全欧受到高度赞誉。:81-83

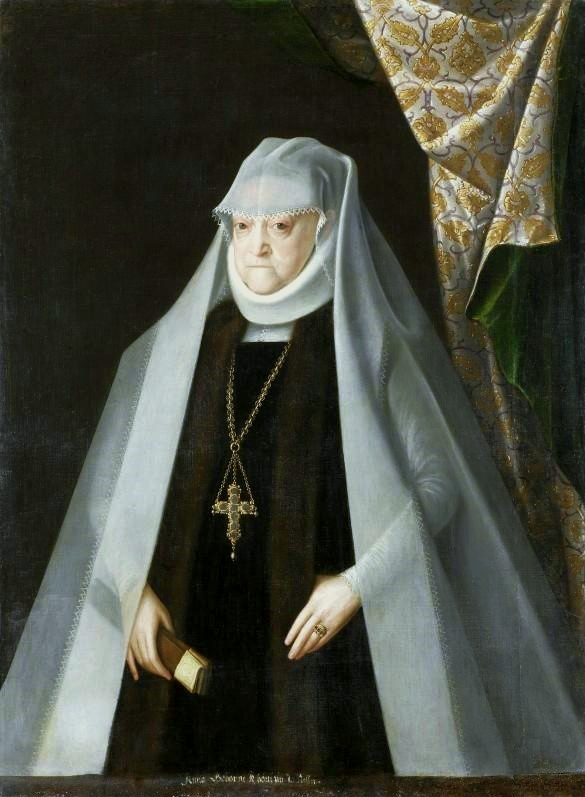
安娜·雅盖隆，马丁·科贝尔绘

这一时期的杰出华章由布道演讲家皮奥特尔·斯卡尔加写就。在他的“瑟姆布道”中，斯卡尔加严厉地批评了贵族和政府，同时表达出他对建基于强而有力的君主制之上的政府体制的支持。回忆录在17世纪已发展得非常成熟。其中，最为知名的是米科瓦伊·拉齐维乌的《圣地旅途》和斯坦尼斯瓦夫·若乌凯夫斯基的《莫斯科战争的开始与发展》，其中，后者是波兰最伟大的指挥官之一。:82
戏剧是特别适合巴洛克风格的一种艺术形式。各种各样的剧场演出时常会作为宗教活动和道德说教的一部分而登上舞台，而且通常会使用民俗风格。校园剧场也在新教和天主教中学之中普及开来。1637年，瓦迪斯瓦夫四世在华沙王室城堡建立一个设有管弦乐队的永久性宫廷剧院；以意大利人为主的演出团体主要表演意大利歌剧和芭蕾。:83-84
音乐，不论是宗教音乐还是世俗音乐，在巴洛克时期都保持着发展的态势。自17世纪起，做工精良的管风琴相继陈设在各个教堂之中；其中一座典范之作就保留在莱扎伊斯克城内。齐格蒙特三世曾支持一个由60名音乐家组成的国际知名乐团。乐团的成员包括亚当·亚尔任布斯基和他的同代人马尔钦·梅尔切夫斯基，两者皆为齐格蒙特三世与瓦迪斯瓦夫四世宫廷的首席作曲家。王室秘书扬·亚历山大·戈尔琴在1647年发表了一部颇受欢迎的新手音乐教程。:85

但泽的丹尼尔·舒尔茨 的自画像

弗罗茨瓦夫的宫廷画家马丁·科贝尔先后受雇于斯特凡·巴托里和齐格蒙特三世；他创作了很多知名的王室肖像画。:88
1580年至1600年间，扬·扎莫伊斯基任命威尼斯建筑师贝尔纳多·莫兰多建设扎莫希奇城。这个城镇及其防御工事都是根据文艺复兴艺术和风格主义的美学理念设计的。:87
有时，在艺术史上文艺复兴晚期艺术和早期巴洛克风格并存的时期被称为风格主义时期，在波兰，风格主义时期从16世纪末的最后25年持续至17世纪初的最初25年。波兰艺术仍然受到意大利文化中心的影响，其中罗马以及西欧的尼德兰的影响日益加强。外国元素与本地元素相互融合，形成了波兰本土的巴洛克艺术。:88-92
巴洛克艺术的发展在很大程度上仰赖天主教会的支持。教会利用巴洛克艺术扩大其宗教影响力，并因此在这一领域挥斥重金。在这种场合下，最为重要的艺术形式便是建筑。此时的建筑最开始较为朴素，但随着时间的发展，其内外装饰越来越繁复也越来越奢侈。:88-92

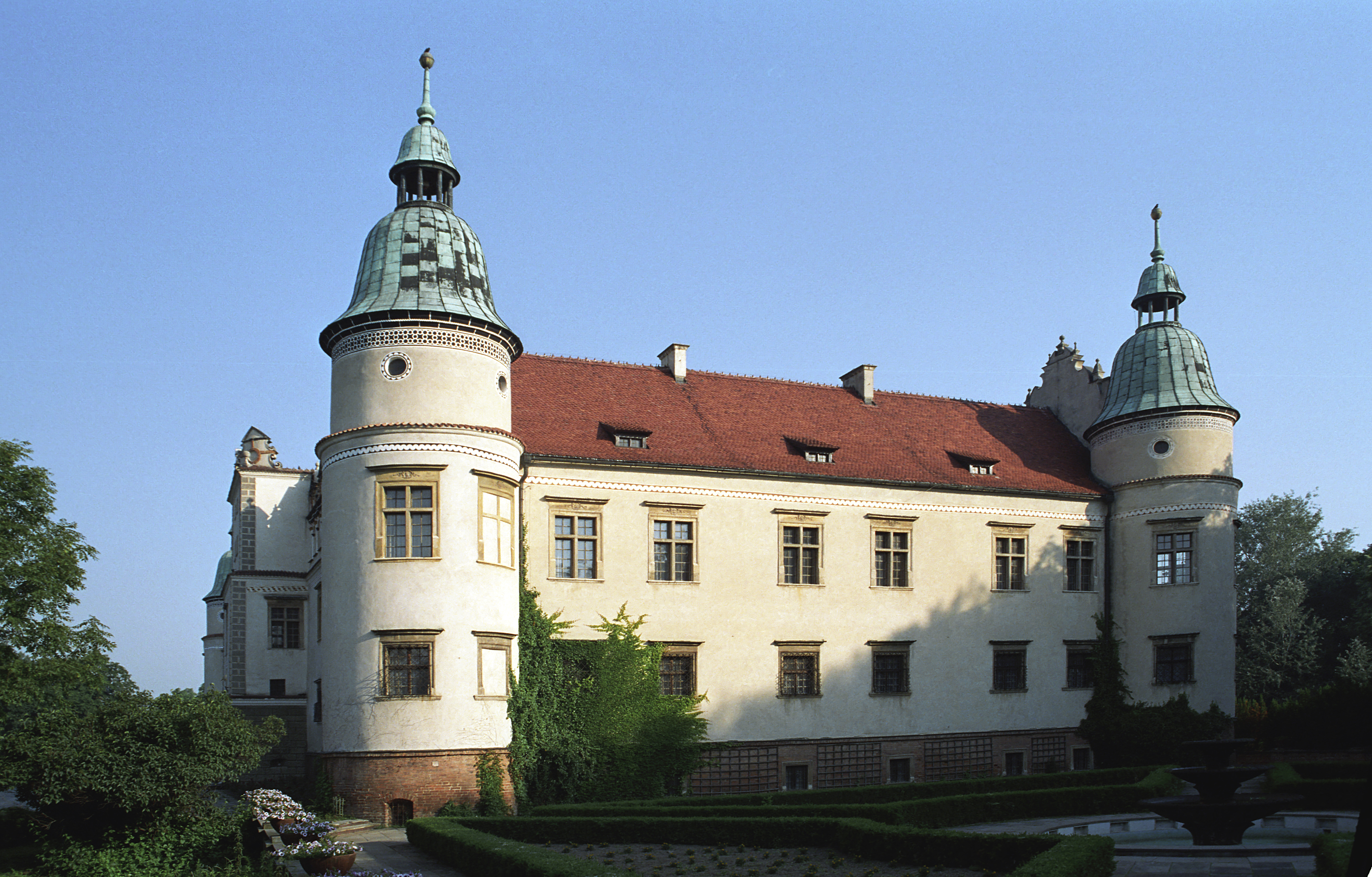
巴拉努夫桑多梅尔斯基城堡

自1580年代起，联邦各地纷纷矗立起很多按罗马耶稣教堂的样式所修建的教堂。哥特教堂及其他更加古老的教堂也逐渐添加上巴洛克风格的建筑外饰、雕刻、壁画及其它装饰，这种情况在现在的很多波兰教堂中都很明显。华沙王室城堡自1596年起成为君主的主要居所，其在1611年左右被扩大并重建。波兰国王的另一处居所乌亚兹杜夫城堡在建筑上更具影响力，其设计被很多巴洛克风格的权贵宅邸所效仿。:88-92
巴洛克雕刻的作用通常较次要，它主要作为建筑内外的装饰元素，同时也用在墓碑之上。其著名例外是华沙王室城堡前纪念齐格蒙特三世而设的西吉斯蒙德圆柱（1644年）。:88-92
写实的宗教画作，有时是由相关作品所组成的一个系列，为其宗教目的而存在。裸体画和神话主题画作遭到禁止，但是除这种奇幻题材以外的西方绘画则正在流行。齐格蒙特三世将托马索·多拉贝拉从威尼斯带到波兰。作为多产画家，他在克拉科夫终老，并影响了很多波兰画家，这些画家形成了一个流派。但泽（格但斯克）也是绘画艺术的中心，画家赫尔曼·汉恩和巴托洛莫伊斯·斯特罗贝尔都在那里工作，而同在那里的还包括雕刻家维莱姆·亨德特和耶雷米亚斯·法尔克。:88-92
17世纪上半叶，波兰在文化领域上还是中欧地区的重要势力。与上一个世纪相比，更多的社会阶层参与到了文化活动当中，但天主教反宗教改革的压力使文化的多样性减少。而17世纪中期的灾难性战争极大地削弱了联邦的文化发展及其在地区上的影响力。:88-92

## 脚注
a.^ 当时的记录记载了波兰立陶宛联邦的军队在俄国境内所进行的大规模杀戮、残忍行为和虐待行径。双方都曾施加暴行，但波兰是战争的进攻方，是他们以暴行对待当地平民。1610年克里姆林宫波兰驻军的第一指挥官亚历山大·戈谢夫斯基试图以严刑抑制其属下的暴行，但成效甚微。盖特曼斯坦尼斯瓦夫·若乌凯夫斯基将莫斯科的大屠杀记载为“最后的审判”，对将一度广阔繁荣富饶的俄罗斯首都在大屠杀中被付之一炬而产生的不可估量的损失和惨状表露出明显的怜惜之情。
戈谢夫斯基下令用火驱散俄国的反对者；大火使莫斯科有60000多人葬身其中。戈谢夫斯基下令将被罢黜的瓦西里四世和他的兄弟放逐到波兰，并在莫斯科牧首赫尔墨吉尼斯发动对波兰人和其支持者的起义后，将牧首投入狱中。